# Révolte des Dounganes
Ne doit pas être confondu avec Révolte des Dounganes (1895-1896).
La révolte des Dounganes (1862–1877) ou révolte des Hui Tongzhi (chinois simplifié : 同治回乱 ; chinois traditionnel : 同治回亂 ; pinyin : Tóngzhì Huí Biàn/Luàn, Xiao'erjing: توْجِ حُوِ بِيًا/لُوًا, doungane : Тунҗы Хуэй Бян/Луан) ou guerre des minorités Hui est une guerre religieuse survenue dans la Chine du XIXe siècle, en grande partie durant le règne de l'empereur Tongzhi (r. 1861–1875) de la dynastie Qing. On l'appelle également la révolte musulmane, mais ce terme est parfois aussi utilisé pour désigner la révolte des Panthay, au Yunnan, qui se déroule a la même époque. Toutefois, cet article aborde spécifiquement le soulèvement des membres de la communauté Hui ainsi que d'autres groupes ethniques musulmans, dans ce qui correspond aux actuelles provinces de Chine du Shaanxi et du Gansu et région autonomes du Ningxia et du Xinjiang, entre 1862 et 1877.
Le conflit a entraîné une diminution de la population dans les provinces du Shaanxi et du Gansu, a hauteur de 20,77 millions de personnes, en prenant en compte les migrations et les décès liés à la guerre. Ce conflit est déclenché par des émeutes de chinois Hui accompagnées de massacres de Chinois Han, puis les massacres de Hui dus aux représailles des Han. D'après les recherches des historiens modernes, au moins 4 millions de Hui vivent au Shaanxi avant la révolte, contre seulement 20 000 après la fin des troubles, à la suite des massacres et représailles du gouvernement et des milices et des déportations de Hui hors de la province. Des 700 000 à 800 000 Hui du Shaanxi qui sont déportés vers le Gansu, un grand nombre sont massacrés en chemin par la milice chargée des déportations, jusqu'à ce qu'il ne reste que quelques milliers d'entre eux en vie. Beaucoup d'entre meurent également de soif et de faim pendant le voyage vers le Gansu. Selon les recensements d'après-guerre, la population de la province du Gansu a diminué de 74,5% et celle du Shaanxi de 44,7%,. De nombreux décès de civils sont également causés par la famine engendrée par la guerre. Un grand nombre de Han sont également déplacés vers la Mongolie intérieure après la guerre.
Le soulèvement a lieu sur la rive occidentale du fleuve Jaune dans le Shaanxi, le Gansu et le Ningxia, mais exclu, au départ, la province du Xinjiang. Très chaotique, cette révolte implique souvent diverses troupes plus ou moins rivales et des chefs militaires sans cause commune ni objectif spécifique. Selon une idée fausse très répandue, les révoltés auraient eut pour but de renverser la dynastie Qing, mais rien ne prouve que les rebelles ont eu l'intention d'attaquer la capitale, Pékin, ou de renverser l'ensemble du gouvernement Qing. Il s'agit plutôt de se venger d'injustices commises par leurs ennemis personnels. Après l'échec de la révolte, les Dounganes émigrent massivement en direction de l'Empire russe.

## Nomenclature
Dans cet article, le terme « peuple Doungane » désigne spécifiquement le peuple Hui, qui est un groupe ethnique majoritairement musulman vivant en Chine. Ils sont parfois appelés « musulmans chinois » et ne doivent pas être confondus avec les différents peuples turcs également mentionnés dans cet article, à savoir les Ouïghours, les Kazakhs, les Kirghizes, les Tatars et les Ouzbeks, entre autres.
Dans les sources d'époque, le terme « Turki » désigne les Ouïghours du bassin du Tarim et le terme « Taranchi » ceux qui ont émigré en dehors de cette région.
Les termes « Andijanis » ou « Kokandis » désignent les sujets du khanat de Kokand, soit des Ouzbeks, des Sarts (populations sédentaires d'Asie centrale), des Kirghizes du Sud, des Coumans de Ferghana et des Tadjiks. L'armée du Kokand est principalement constituée d'Ouzbeks et de nomades kirghizes et Coumans.

## Révoltes au Gansu et au Shaanxi

### Situation avant les soulèvements
La révolte des Hui/Dounganes est en partie liée aux conflits ethniques et a la lutte des classes, et pas uniquement à des conflits religieux, comme certaines sources peuvent l'affirmer à tort.
Après l'invasion de la Chine des Ming par les Mandchous de la dynastie Qing en 1644, les loyalistes Ming musulmans du Gansu, menés par leurs chefs Milayin et Ding Guodong, se soulèvent en 1646 contre les Qing lors de la rébellion de Milayin, afin de chasser les Mandchous et de rétablir le prince Ming de Yanchang Zhu Shichuan sur le trône en tant qu'empereur. Ces loyalistes Ming musulmans sont soutenus par le sultan d'Hami, Sa'id Baba, et par son fils, le prince Turumtay,,.Très vite, des Tibétains et des Chinois Han se joignent à la révolte. Après de violents combats et des négociations, un accord de paix est conclu en 1649, Milayan et Ding prêtant nominalement allégeance aux Qing et recevant des grades en tant que membres de l'armée Qing. Mais, lorsque d'autres loyalistes Ming du sud reprennent le combat et que les Qing sont contraints de retirer leurs forces du Gansu pour lutter contre eux, Milayan et Ding prennent à nouveau les armes et se rebellent contre les Qing. Les loyalistes Ming musulmans sont alors écrasés par les Qing et 100 000 d'entre eux, dont Milayin, Ding Guodong et Turumtay, meurent lors des combats.
Ma Zhu (1640-1710), un savant musulman et confucéen qui fait partie du peuple Hui, lutte aux côtés des loyalistes Ming du sud contre les Qing.
Pendant le règne de l'empereur Qianlong (1735 - 1796), l'érudit Wei Shu (chinois : 魏塾) commente l'essai Xironglun (chinois simplifié : 徙戎论) rédigé par l'érudit Jiang Tong (chinois : 江统), en déclarant que si les musulmans n'émigrent pas, ils finiront comme les Wu Hu, un groupe de peuples non-Han qui ont renversé les Jin occidentaux et provoqué un conflit ethnique entre eux et les Chinois Han.
Avant que la révolte des Dounganes n'éclate, les musulmans chinois voyagent en Asie occidentale pendant de nombreuses années. Au XVIIIe siècle, plusieurs éminents religieux musulmans du Gansu étudient à La Mecque et au Yémen auprès de maîtres soufis de la tariqa Naqshbandiyya. Deux formes différentes de soufisme sont introduites dans le nord-ouest de la Chine par deux cheikhs Hui charismatiques : La confrérie Khafiyya (en), associée à Ma Laichi (1681-1766), et la Jahriyya (en), plus radicale, fondée par Ma Mingxin (1719?-1781). Ces dernières coexistent avec les pratiques sunnites non soufies plus traditionnelles, centrées sur les mosquées locales et connues sous le nom d'école Gedimu (en) (qadim, chinois : 格底目 ou chinois : 格迪目). La confrérie Khafiyya et la tradition non soufie des Gedimu, toutes deux tolérées par les autorités Qing, sont désignées sous le nom d'« Ancien enseignement » (chinois : 老教 ; pinyin : lǎo jiào), tandis que la Jahriyya, considérée par les autorités comme suspecte, est appelée le « Nouvel enseignement » (chinois : 新教 ; pinyin : xīn jiào).
Les désaccords entre les adeptes des confréries Khafiyya (en) et Jahriyya (en), ainsi que la perception de la mauvaise gestion, de la corruption et de l'attitude anti-soufie des fonctionnaires Qing, entraînent des soulèvements des adeptes Hui et Salar du « Nouvel enseignement » en 1781 et 1783, mais ceux-ci sont rapidement réprimés. Les hostilités entre les différentes confréries soufis contribuent à créer l'atmosphère violente qui précède la révolte des Dounganes entre 1862 et 1877.

### Déroulement

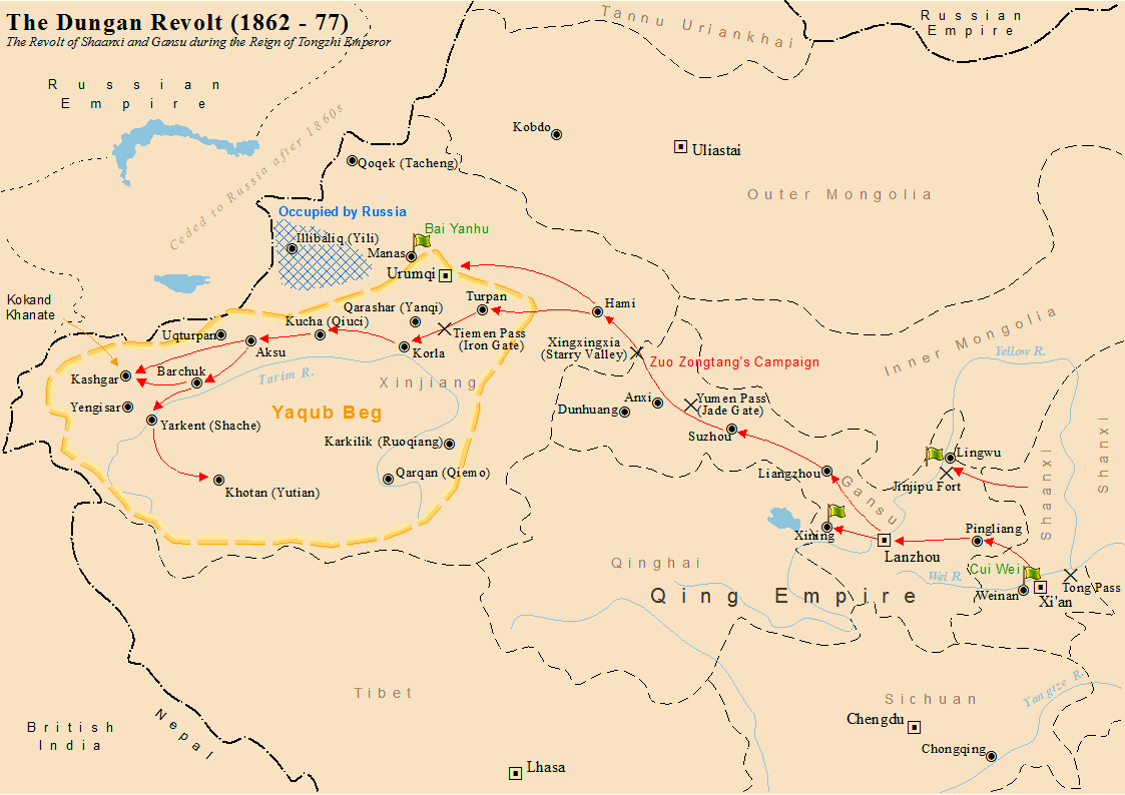
Carte des opérations militaires lors de la révolte des Dounganes

Au printemps 1862, les troupes des Taiping approchent du sud-est du Shaanxi. Les populations chinoises locales, encouragées par le gouvernement Qing, forment des milices Yong Ying pour défendre la région contre les attaquants. Effrayés par les Chinois désormais armés, les musulmans forment leurs propres milices.
Selon certains historiens, la révolte qui éclate en 1862 n'est pas un soulèvement planifié, mais la conséquence d'une succession de bagarres et d'émeutes locales déclenchées par des causes insignifiantes et amplifiées par de fausses rumeurs voulant que les musulmans Hui aidaient les rebelles Taiping.
Selon certaines sources, l'une des nombreuses rixes et émeutes qui ont contribué à la révolte est initiée par une bagarre déclenchée par un différend sur le prix de perches en bambou qu'un Hui voulait acheter à un marchand Han à Shengshan. La situation dégénère rapidement et des groupes de Hui finissent par attaquer des Han et d'autres Hui qui n'ont pas rejoint la révolte. Cette révolte semble donc trouver son origine dans une dispute apparemment insignifiante, mais la réalité est plus nuancée. En effet, selon les documents historiques de l'époque, si les Hui achètent alors des perches en bambou en grande quantité, c'est pour fabriquer des lances devant servir à armer leurs milices, qui sont organisées par le biais des mosquées et des mollahs. De plus avant l'incident des bambous de Shengshan, il y avait déjà eu des attaques de Hui contre des Han dans les Xian de Dali et Weinan. Craignant d'être persécutée, la population Han du Shaanxi fuit les Hui ou se cache dans des caves. Cependant, un fonctionnaire mandchou note qu'il y a de nombreux musulmans non rebelles et loyaux aux Qing. Il avertit la cour impériale que l'extermination de tous les musulmans pousserait ceux encore loyaux à soutenir les rebelles et aggraverait encore la situation :
« Parmi les musulmans, il y a certainement des mauvais, mais il y a sans doute aussi de nombreuses personnes pacifiques et respectueuses des lois. Si nous décidons de les détruire tous, nous poussons les bons à se joindre aux rebelles et à nous créer un travail impressionnant et sans fin pour tuer les musulmans,. »

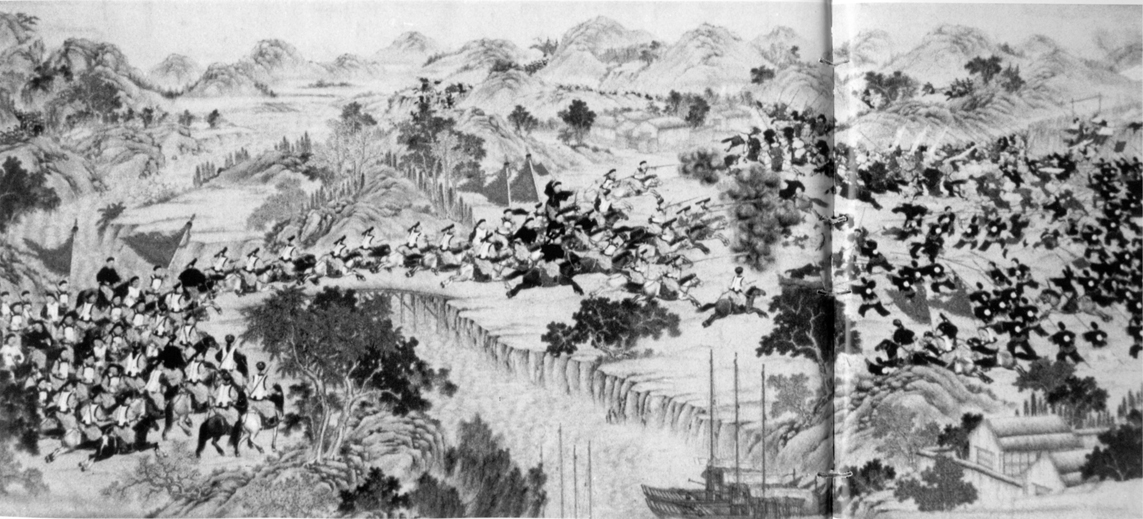
Bataille sur la Wei, un épisode de la révolte des Dounganes survenu dans le Gansu.
(rouleau peint entre 1886 et 1890).

Le prestige de la dynastie Qing étant alors au plus bas, et ses armées occupées à mater d'autres rébellions, la révolte qui débute au printemps 1862 dans la vallée de la rivière Wei se propage rapidement dans le sud-est du Shaanxi. À la fin du mois de juin 1862, la ville de Xi'an est assiégée par des groupes armés Hui et il faut attendre l'automne 1863 pour que le général Qing Dorongga (chinois : 多隆阿) (parfois écrit To-lung-a) ne lève le siège. Dorongga est un soldat des Bannières mandchou qui dirige l'armée du Hunan. Avec ses troupes, il vainc et chasse les rebelles Hui de la province du Shaanxi, ces derniers étant obligés de se réfugier dans celle du Gansu. Dorangga est ensuite tué au combat en mars 1864 par des rebelles Taiping, toujours dans le Shaanxi.
Le gouverneur général de la région, En-lin, conseille au gouvernement impérial de ne pas s'aliéner les musulmans. Il fait officiellement savoir qu'il ne devra y avoir aucun mauvais traitement ni aucune discrimination à l'encontre des musulmans, ce qui entraîne la mise en œuvre d'une « politique de réconciliation ». Au même moment, des rebelles musulmans tentent de s'emparer de Lingzhou, ce qui correspond a l'actuelle ville de Lingwu, et de Guyuan en lançant plusieurs attaques contre ces villes. Ces attaques font suite à de fausses rumeurs propagées par certains musulmans, selon lesquelles le gouvernement allait tuer tous les musulmans.
De leur côté, une fois arrivés au Gansu, certains des rebelles Hui chassés du Shaanxi forment les « dix-huit grands bataillons » dans l'est du Gansu, avec l'intention de se battre pour rentrer chez eux.

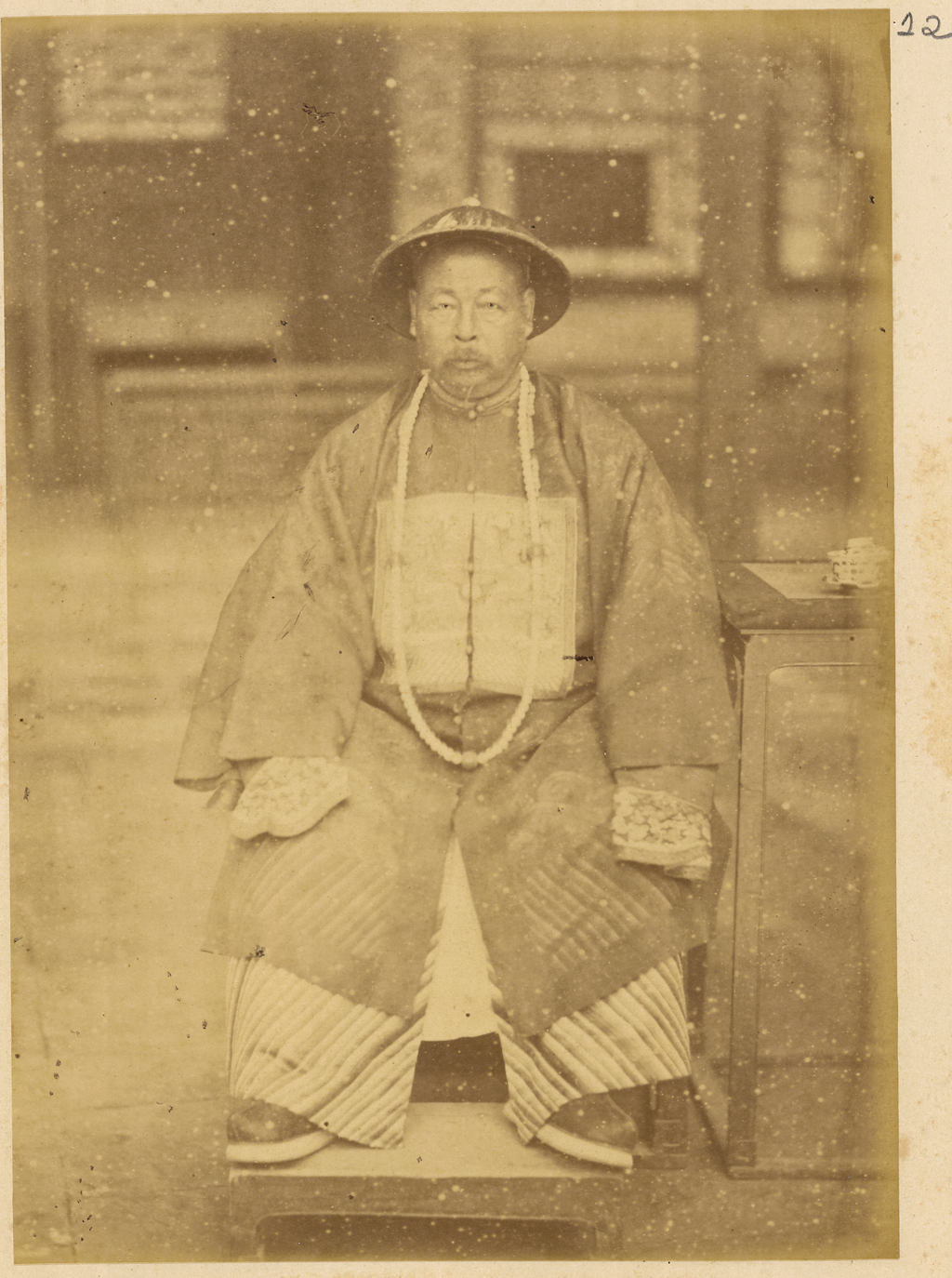
Zuo Zongtang en tenue militaire, en tant que gouverneur général du Shaanxi et du Gansu à Lanzhou en 1875.

En 1867, le gouvernement Qing envoie au Shaanxi l'un de ses commandants les plus compétents, le général Zuo Zongtang, qui a joué un rôle déterminant dans la répression de la révolte des Taiping. L'approche de Zuo est de pacifier la région en promouvant l'agriculture, en particulier la culture du coton et des céréales, ainsi qu'en soutenant l'éducation confucianiste traditionnelle. En raison de l'extrême pauvreté de la région, Zuo doit compter sur le soutien financier d'autres régions que le nord-ouest de la Chine,
Zuo Zongtang demande au gouvernement de « soutenir les armées du nord-ouest avec les ressources du sud-est », et boucle le financement de son expédition de reconquête du Gansu en obtenant des prêts d'une valeur de plusieurs millions de taels auprès de banques étrangères implantées dans les provinces du sud-est. Les prêts des banques doivent être remboursés par les droits et taxes prélevés par les autorités chinoises sur les marchandises importées via les ports chinois. Zuo prend également les dispositions nécessaires pour rassembler les grandes quantités de fournitures dont il va avoir besoin avant de passer à l'offensive.
Dix mille soldats de l'ancienne armée du Hunan, commandés par le général Zeng Guofan, sont envoyés par ce dernier au Shaanxi, sous les ordres du général Liu Songshan. Ces renforts se rajoutent aux 55 000 hommes que le général Zuo a déjà levés dans le Hunan avant de marcher sur le Gansu. Des troupes envoyées par d'autres armées régionales participent également à l'expédition, principalement celles des armées du Sichuan, de l'Anhui et du Henan.

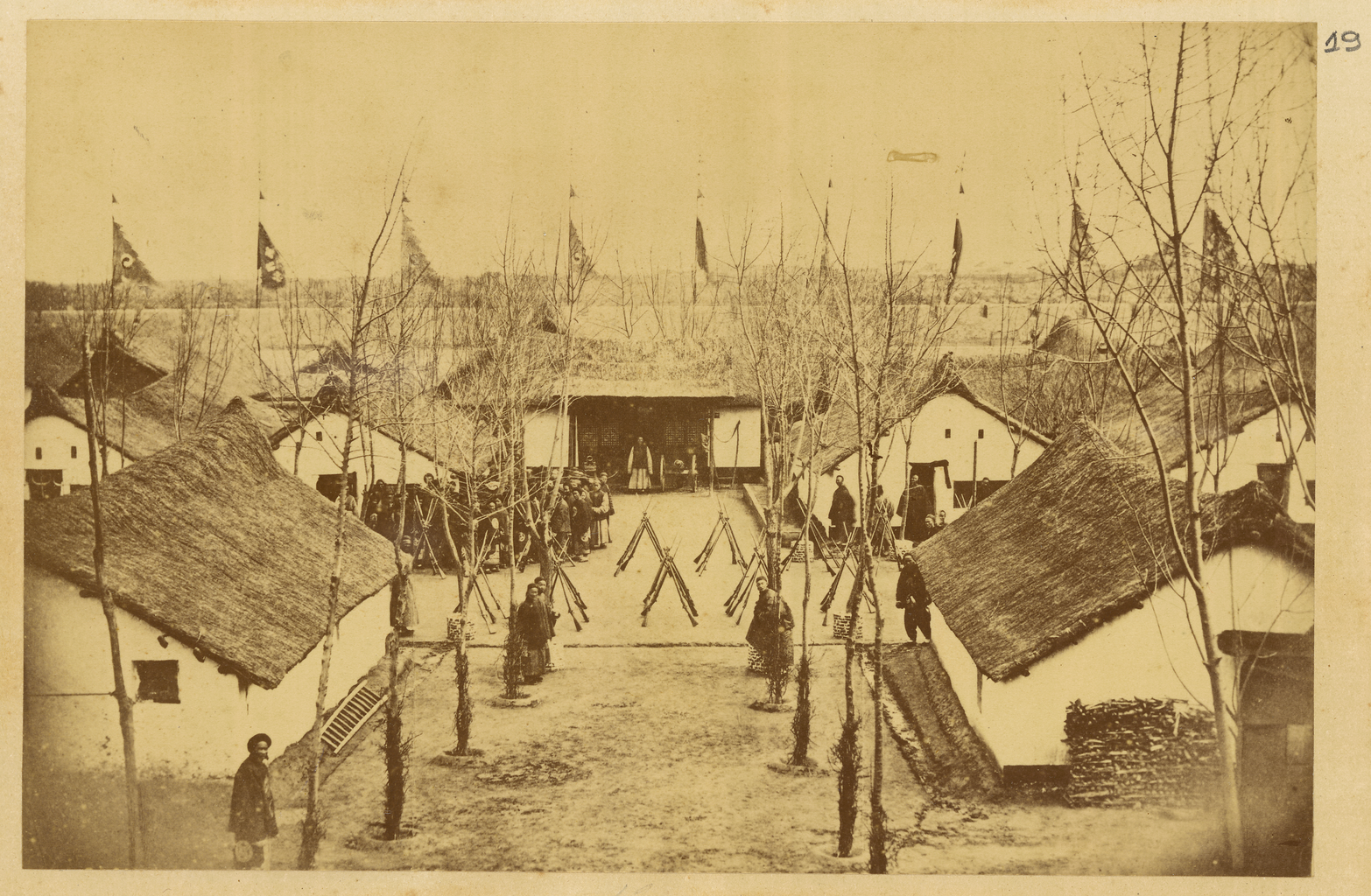
Quartiers des troupes Qing au Gansu, 1875.

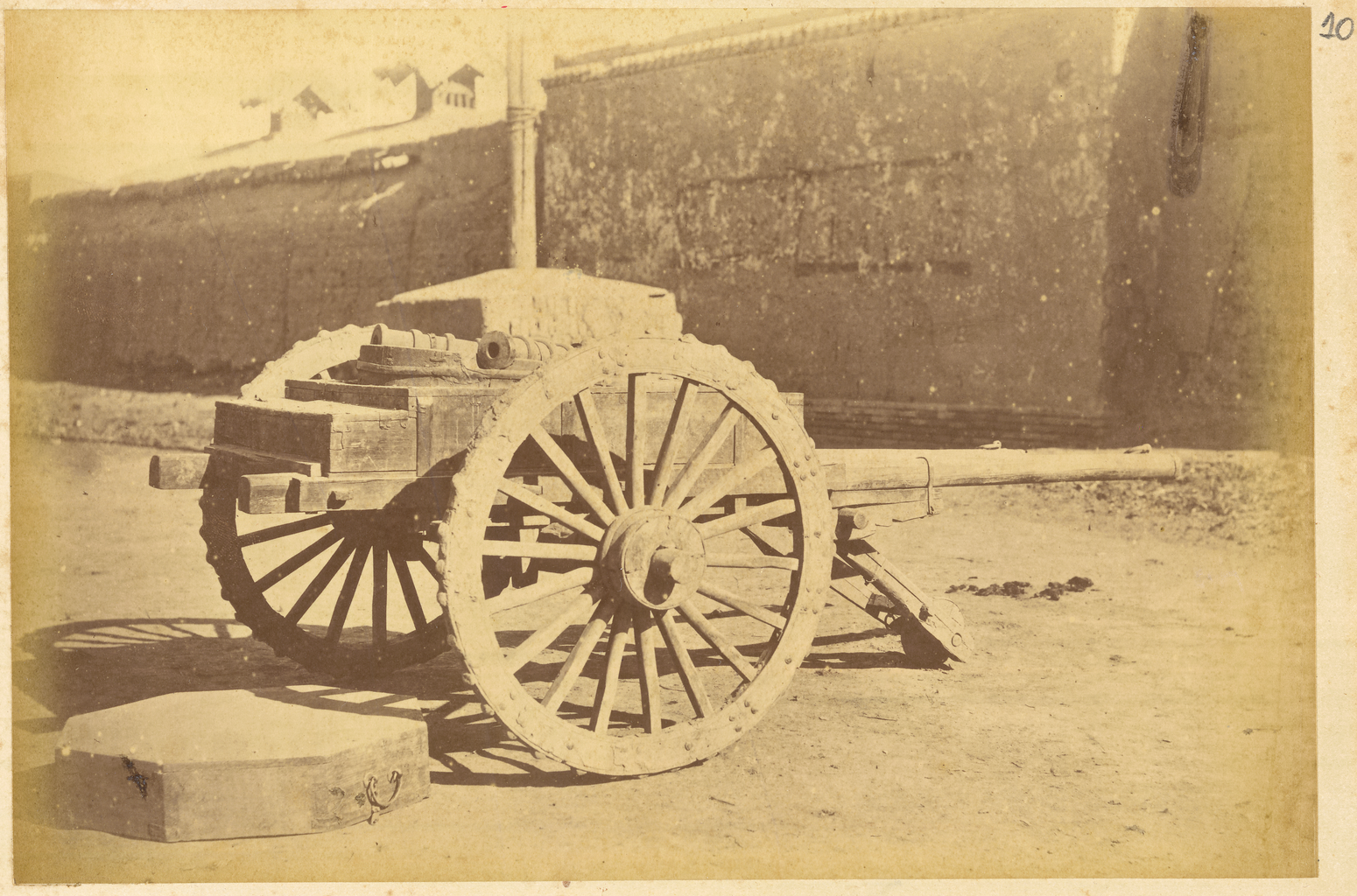
Pièce d'artillerie chinoise sur un chariot à trois roues.

Finalement, l'armée de Zuo regroupe des soldats provenant des armées du Hunan, du Sichuan, de l'Anhui et du Henan, ainsi que des milliers de cavaliers. Les soldats du Hunan sont des tireurs d'élite et excellent dans les manœuvres sur le champ de bataille, sous le commandement du général Liu Songshan. Pendant un temps, Zuo entraine ses troupes en utilisant des exercices militaires occidentaux, mais il finit par abandonner. Les soldats s'entraînent « deux fois par jour pendant dix jours » avec leurs armes de fabrication occidentale.
En 1872, Zuo Zongtang crée l'arsenal de Lanzhou, dont le personnel est exclusivement composé de Cantonais. L'officier cantonais en charge de l'arsenal est Lai Ch'ang, un spécialiste de l'artillerie. L'arsenal de Lanzhou fabrique des « fusils en acier à chargement par la culasse » et fournit des munitions pour l'artillerie et les canons.
À cette époque, Ma Hualong, le chef des soufis Jahriyya (en) est à la tête d'un vaste réseau commercial dont les membres sont tous musulmans. Ce réseau inclut de nombreux commerçants et contrôle les routes commerciales vers de nombreuses villes. Il a un monopole de fait sur le commerce dans la région et utilise sa fortune pour acheter des armes. Zuo Zongtang se méfie des intentions de Ma et pense qu'il veut prendre le contrôle de toute la Mongolie, mais il n'a pas encore les moyens d'entrer en conflit ouvert avec lui.
Pendant ce temps, Liu Songshan meurt au combat lors d'une grande offensive contre des centaines de forts rebelles protégés par un terrain difficile. Liu Jintang, son neveu, reprend son commandement et l'offensive connaît une accalmie temporaire.
Ce n'est qu'après avoir réprimé la révolte au Shaanxi, et constitué des réserves de céréales suffisantes pour nourrir son armée, que Zuo attaque Ma Hualong. Il confie à Liu Jintang la charge de diriger le siège de la ville, qu'il bombarde en tirant des obus par-dessus ses murs. La famine est telle que les habitants de la ville en viennent à manger des racines d'herbe et des cadavres pour survivre. Les troupes de Zuo arrivent à Jinjibao (chinois : 金积堡 ; pinyin : Jinji Bao ; litt. « Forteresse de Jinji, parfois romanisée en Jinjipu, en utilisant une lecture alternative du sinogramme chinois : 堡 »), la forteresse de Ma située dans ce qui est alors le nord-est du Gansu,,, en septembre 1870. Ces renforts amènent avec eux des canons de siège Krupp. Zuo et Lai Ch'ang dirigent eux-mêmes les tirs d'artillerie contre la ville et minent les murailles à l'explosif. Après un siège de seize mois, Ma Hualong est contraint de se rendre en janvier 1871. Zuo condamne Ma et plus de quatre-vingts de ses fonctionnaires à la peine de mort par lingchi, soit être lentement découpé vivant, puis décapité. Des milliers de musulmans sont exilés dans d'autres régions de Chine.
La cible suivante de Zuo est la ville de Hezhou, rebaptisée depuis Linxia. Il s'agit du principal foyer de peuplement Hui à l'ouest de Lanzhou et d'un point clé sur la route commerciale entre le Gansu et le Tibet. Hezhou est défendue par les soldats Hui de Ma Zhan'ao. Zhan'ao est un membre pragmatique de la confrérie Khafiyya (en) et il est prêt à explorer la voie d'une coexistence pacifique entre les Hui et le gouvernement Qing. Lorsque la révolte éclate, Ma Zhan'ao évacue les Chinois Han vivants à Hezhou et les fait escorter jusqu’à ce qu'ils soient en sécurité à Yixin. Ceci fait, il ne tente pas de conquérir davantage de territoires durant la révolte.
Lorsque Zuo attaque Hezhou en 1872, Ma Zhan'ao repousse avec succès l'assaut initial et inflige de lourdes pertes aux Qing. Il propose ensuite à Zuo de céder son fief aux Qing et d'apporter son aide à la dynastie pour la durée de la guerre. Grâce à son habileté diplomatique, il réussit à préserver sa communauté doungane de toute forme de répression de la part du gouvernement central. Alors que Zuo Zongtang pacifie d'autres régions en exilant les musulmans locaux, une politique connue sous le nom de « lavage des musulmans » (chinois : 洗回 ; pinyin : Xǐ Huí) et préconisée depuis longtemps par certains hauts fonctionnaires, à Hezhou, ce sont les Han non musulmans qui sont déplacés. Ce traitement de faveur est une récompense accordée pour l'aide apportée par Ma Zhan'ao aux Qing pour écraser la révolte. À l'heure actuelle, en 2021, Hezhou/Linxia reste une ville dont la population est majoritairement Hui et musulmane et est la capitale de la préfecture autonome hui de Linxia. D'autres généraux Doungane, dont Ma Qianling et Ma Haiyan, font également défection au profit des Qing, tout comme Ma Anliang, le fils de Ma Zhan'ao. Les Dounganes ralliés offrent une aide précieuse à Zuo Zongtang pour écraser les Dounganes rebelles. Dong Fuxiang fait également défection pour rejoindre les rangs des Qing. Ni musulman fanatique, ni même révolutionnaire, Fuxiang a juste obtenu le soutien d'une partie de la population pendant le chaos et en a profité pour se tailler un domaine, comme beaucoup d'autres chefs de bandes et seigneurs de guerre. Il rejoint l'armée de Zuo Zongtang en échange d'un mandarinat et une fois la paix revenue, il acquiert de grands domaines.
Son armée ayant gagné en puissance grâce aux renforts Dounganes de Hezhou, Zuo Zongtang prévoit d'avancer vers l'ouest le long du corridor du Hexi, pour ensuite pacifier le Xinjiang. Cependant, avant de se mettre en route, il juge nécessaire de commencer par sécuriser son flanc gauche en prenant Xining; qui non seulement possède une importante communauté musulmane, mais abrite également de nombreux réfugiés originaires du Shaanxi. Xining tombe à la fin de l'année 1872, après un siège de trois mois. Ma Guiyuan, le commandant de la ville, est capturé, et les défenseurs de la cité sont tués par milliers. La population musulmane de Xining est épargnée, mais les réfugiés du Shaanxi sont déplacés de force et réinstallés sur des terres arables dans l'est et le sud du Gansu, dans des zones isolées des autres régions à population majoritairement musulmane.

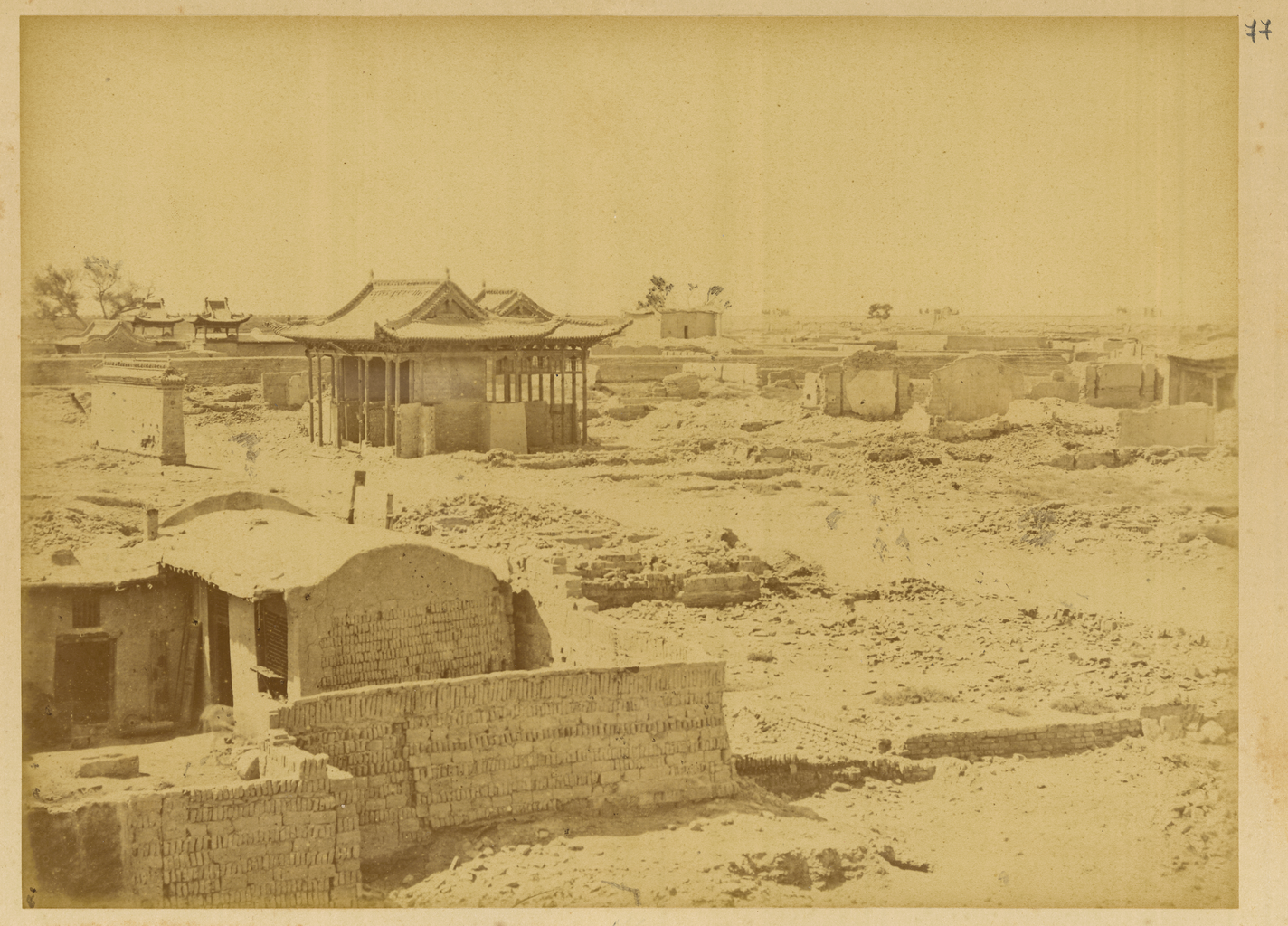
Ruines de la ville d'Anxi dans le corridor du Hexi, 1875

Malgré les offres répétées d'amnistie, de nombreux musulmans continuent de résister à Suzhou (Jiuquan), leur dernier bastion dans le corridor du Hexi, dans l'ouest du Gansu. La ville est dirigée par Ma Wenlu, un Hui originaire de Xining. De nombreux Hui qui s'étaient enfuis du Shaanxi se trouvent également dans la ville. Après avoir sécurisé ses lignes d'approvisionnement, Zuo Zongtang assiège Suzhou en septembre 1873 avec 15 000 soldats. Les murailles de la forteresse ne résistent pas aux tirs des canons de siège de Zuo et la ville tombe le 24 octobre. Zuo fait exécuter 7 000 Hui et déplace les autres dans le sud du Gansu, afin de s'assurer que, de Lanzhou a Dunhuang, il n'y ait plus un seul Hui dans tout le corridor du Hexi. Il agit ainsi afin d'éviter toute possibilité de collusion future entre les musulmans du Gansu et du Shaanxi et ceux du Xinjiang. Les Han et les Hui fidèles aux Qing récupèrent les terres des rebelles Hui du Shaanxi, tandis que les Hui du Shannxi sont réinstallés à Zhanjiachuan dans le Gansu.

### Confusion
La plus grande faiblesse des rebelles est qu'ils sont désorganisés et sans but commun : certains Chinois d'ethnie Han profitent de la situation pour se rebeller contre l'État Qing, et les diverses bandes rebelles se combattent mutuellement. Le principal chef rebelle Hui, Ma Hualong, se voit même accorder un grade et le titre militaires de « Chaoqing » par Mutushan, un général Qing, après qu'il était officiellement soumis aux Qin en 1865, au beau milieu de la révolte. Ce n'est que plus tard, lorsque Zuo Zongtang lance sa campagne de pacification de la région, qu'il décide quels rebelles qui, parmi les rebelles qui se rendent, vont être exécutés ou épargnés. Ce faisant, il n'hésite pas à revenir sur des promesses faites à certains rebelles, comme rejeter le titre de « Chaoqing » accordé à Ma Hualong, qu'il considère comme étant un faux.
Durant sa campagne, Zuo Zongtang massacre généralement les rebelles de la confrérie Jahriyya, même s'ils se rendent, et épargne les rebelles de la confrérie Khafiyya et les sunnites Gedimu. Ma Hualong, qui appartient à la confrérie Jahriyya, est finalement exécuté par Zuo, tandis que les généraux Hui appartenant à la confrérie Khafiyya, tels que Ma Qianling, Ma Zhan'ao et Ma Anliang, sont amnistiés et même promus dans l'armée Qing. De même, Zuo Zongtang accepte la reddition d'une armée de rebelles chinois Han dirigée par Dong Fuxiang et les intègres à son armée.
Mais, si le général Zuo accepte les redditions des Hui de la Khafiyya, il met systématiquement comme condition qu'ils remettent aux autorités Qing de grandes quantités d'équipements et de fournitures militaires, et qu'ils acceptent d'être relogés. Et s'il refuse d'accepter la reddition des musulmans de la confrérie Jahriyya qui croient encore en ses principes, c'est parce que les Qing les classent comme une dangereuse secte hétérodoxe, semblable aux bouddhistes du Lotus blanc. Zuo déclare : « La seule distinction est entre les innocents et les rebelles, il n'y en a pas entre les Han et les Hui ».
Les autorités Qing décrètent que les rebelles Hui qui ont pris part à des attaques violentes ne sont que des hérétiques et ne représentent pas l'ensemble de la population Hui, tout comme les hérétiques du Lotus blanc ne représentent pas l'ensemble des bouddhistes. En fait, les Qing font parfaitement la distinction entre la confrérie Khafiyya et la tradition non soufie des Gedimu, l'« Ancien enseignement » et la Jahriyya, le « Nouvel enseignement ». Ils considèrent que les tenants du Nouvel enseignement sont des hérétiques et dévient de l'islam, de la même manière que la secte du Lotus blanc dévie du bouddhisme et du taoïsme. Les Qing font savoir a la communauté Hui qu'ils sont conscient que la religion musulmane originelle était une secte unie avant l'arrivée des nouveaux « hérétiques », et affirment qu'ils vont séparer les rebelles musulmans selon la secte à laquelle ils appartiennent.

### Nature de la révolte

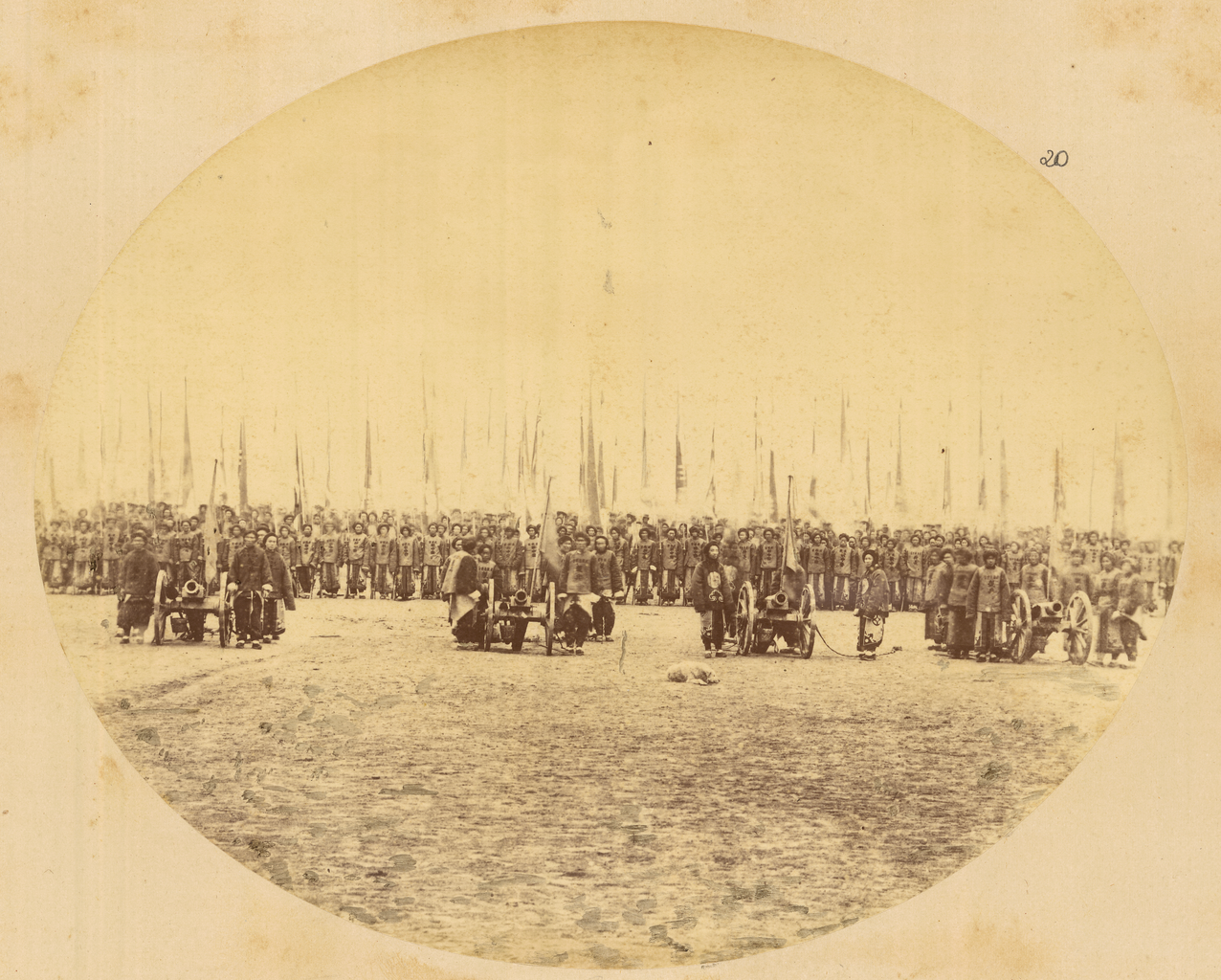
Troupes Pro-Qing au Gansu en 1875

Pendant la révolte, certains Hui combattent aux côtés des Qing contre les rebelles, ce dès le début. C'est ainsi que Wang Dagui, un chef Hui musulman pro-Qing, reçoit une récompense pour avoir combattu les rebelles Hui. Ce genre d'alliance n'est pas sans risque pour les Hui pro-Qing, les proches de Wang Dagui et Wang lui-même étant ensuite massacrés par des rebelles Hui anti-Qing. En outre, a aucun moment les chefs rebelles Hui n’appellent au djihad ou ne prétendent vouloir établir un État islamique. Cette attitude contraste avec celle des musulmans turcs du Xinjiang qui, eux, appellent au djihad. En fait, les Hui ne cherchent pas à renverser le gouvernement, mais à se venger des fonctionnaires locaux corrompus et diverses autres personnes qui leur ont fait du tort.
Lorsque Ma Hualong négocie pour la première fois avec les autorités Qing en 1866, il accepte une « reddition », renonçant au passage à des milliers d'armes étrangères, des lances, des épées et 26 canons. Ma prend un nouveau nom signifiant sa loyauté envers la dynastie, et devient Ma Chaoqing. Mutushan, l'officiel mandchou ayant récompensé Hualong, espérait que cela inciterait d'autres musulmans à suivre son exemple et à se rendre. Mais la reddition de Ma Hualong n'a aucun effet sur les autres rebelles et la révolte continue à se propager,. Ma Hualong reprend ensuite les armes contre les Qing et est condamné à mort par contumace. Mais lorsque Ma se rend pour la deuxième fois en 1871, en remettant toutes ses armes, telles que des canons, des fusils de chasse et des armes occidentales, Zuo annule l'exécution et lui ordonne de convaincre d'autres chefs rebelles de se rendre. Peu après, Zuo découvre une cache de 1 200 armes occidentales dans le quartier général de Ma Hualong à Jinjipao, tandis que Ma n'arrive pas à persuader les autres chefs de se rendre. Par la suite, Ma, ainsi que les membres masculins de sa famille et nombre de ses officiers sont tués. Après ces morts, Zuo déclare qu'il acceptera la reddition des musulmans rebelles affiliés a la confrérie Jahriyya qui admettront avoir été trompés, radicalisés et induits en erreur par les doctrines de la confrérie. Mais cet assouplissement de la règle anti-Jahriyya a ses limites, car Zuo exclut les différents chefs religieux de cette possibilité de reddition.
Comme indiqué dans les sections précédentes, Zuo déplace les Chinois Han de Hezhou en guise de récompense pour le chef Hui Ma Zhan'ao après que celui-ci et ses partisans se soient rendus et aient rejoint les Qing pour écraser les rebelles. Mais Zuo expulse également de Hezhou les réfugiés musulmans originaire du Shaanxi, seuls les musulmans du Gansu étant autorisé à rester sur place. Ma Zhanao et ses soldats Hui sont ensuite recrutés dans l'armée de l'Étendard vert des Qing.

## Les musulmans Hui dans les régions en dehors de la zone de la révolte
Les Hui vivant en dehors des zones ou a lieu la révolte ne sont absolument pas affectés par celle-ci, aucune restriction ne leur étant imposée et ils n'essayent pas non plus de rejoindre les rebelles. Dans son ouvrage Hong Kong Images: People and Animals, le professeur Hugh D. R. Baker écrit que la population musulmane Hui de Pékin n'est pas affectée par les rebelles musulmans ou les conséquences de leurs actes durant la révolte des Dounganes.
Pour Elisabeth Allès, les relations entre les Hui et les Han se poursuivent normalement dans la province du Henan, sans que les révoltes musulmanes des autres provinces n'aient de répercussions ou d'interférences. Dans son ouvrage Notes on some joking relationships between Hui and Han villages in Henan publié par le Centre français de recherche sur la Chine contemporaine, Allès écrit que « Les grandes révoltes musulmanes du milieu du XIXe siècle qui ont impliqué les Hui du Shaanxi, du Gansu et du Yunnan, ainsi que les Ouïghours du Xinjiang, ne semblent pas avoir eu d'effet direct sur cette région de la plaine centrale ». Ma Xinyi, un officier et fonctionnaire Hui, continue de servir la dynastie Qing pendant la révolte des Dounganes, sans que cela ne pose de problèmes,.
En règle générale, les rebelles Hui du Shaanxi ne sont pas rejoints dans leur révolte par ceux de la ville de Xi'an, qui reste sous le contrôle du gouvernement Qing. Par la suite, les Hui de Xi'an ont été épargnés par la répression du gouvernement Qing et ne sont pas relocalisés de force après la guerre.
Pendant la révolte des Panthay, des négociations de paix sont menées par les Hui du Zhejiang et du Sichuan, qui ont été invités par les Qing au Yunnan en 1858 et qui ne participent pas à la révolte. Les Qing épargnent les musulmans qui se rendent et offrent même une promotion au général Ma Rulong, un Hui qui fait défection au profit des Mandchous avec ses hommes,. Les Qing laissent en paix les musulmans qui ne se sont pas révoltés, comme ceux de la préfecture de Zhaotong, au nord-est du Yunnan, où la densité de population musulmane est importante après la guerre.
Les loyalistes Hui et les Han se sont emparè des terres des Hui du Shaanxi qui se sont enfuis vers le Gansu et sont déplacés à Zhangjiachuan par le général Zuo Zongtang après la fin de la guerre.

## Révolte au Xinjiang

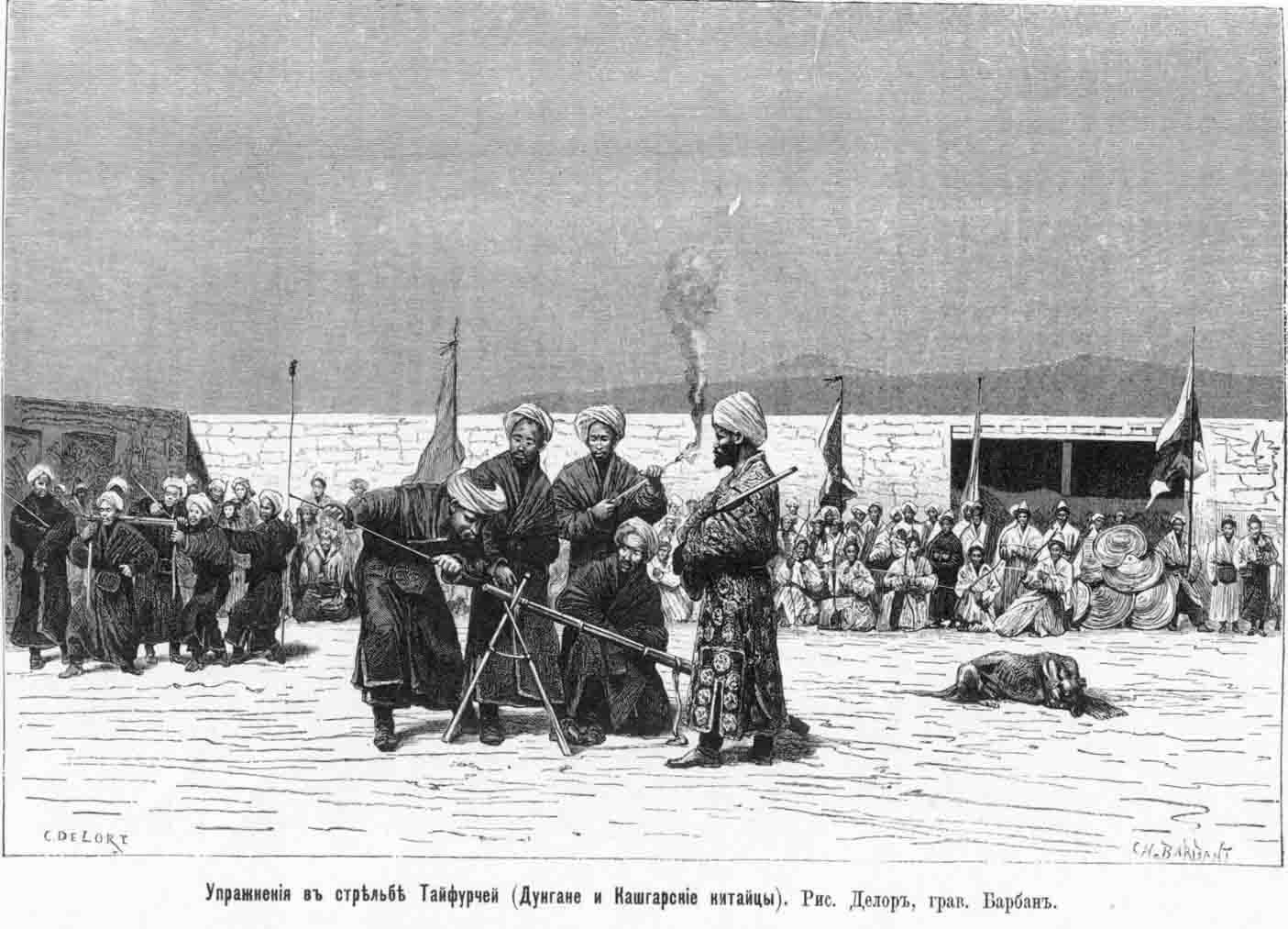
Des « taifukchi » (artilleurs) Chinois et Dounganes de Yakub Beg participant à un exercice de tir.

### Situation avant le soulèvement
Dans les années 1860, cela fait un siècle que le Xinjiang a été annexé par les Qing, après leur victoire finale sur le Khanat dzoungar en 1759. Mais, à la suite de la résistance des troupes du khanat et à la tentative de soulèvement qui a eu lieu juste après la victoire des Qing, l'empereur Qianlong donne l'ordre d'exterminer les Oirats, le peuple mongol qui a fondé le Khanat. Mais, comme le Xinjiang est principalement constitué de terres semi-arides ou désertiques, il n'est pas attrayant pour les colons Han potentiels, à l'exception de quelques commerçants, et pour l'essentiel, ce sont d'autres peuples, comme les Ouïghours, qui s'installent dans la région et la repeuplent.
L'ensemble du Xinjiang est alors divisé en trois circuits administratifs :
- Le circuit du nord-de-Tianshan (chinois : 天山北路 ; pinyin : Tianshan Beilu), comprenant le bassin de l'Ili et la Dzoungarie. Cette région correspond approximativement à l'actuelle préfecture autonome kazakhe d'Ili, avec quelques petites préfectures adjacentes en plus.
- Le circuit du sud-de-Tianshan (chinois : 天山南路 ; pinyin : Tianshan Nanlu). Il comprend les « huit villes », soit les « quatre villes occidentales » de Hotan, Yarkand, Yengisar et Kashgar, ainsi que les « quatre villes orientales » d'Uqturpan, Aksou, Kucha, et Karachahr.
- Le circuit oriental (chinois : 东路 ; pinyin : Donglu), dans l'est du Xinjiang, centré sur Ürümqi.

Le commandement militaire général des trois circuits incombe au Général de l'Ili (en), stationné à Huiyuan Cheng. Il est également chargé de l'administration civile de la région, de manière directe dans le circuit du nord et par l'intermédiaire des Begs musulmans (ouïghours) locaux dans le circuit du sud. Le Circuit Oriental échappe à la tutelle du général, car en matière d'administration civile, il dépend de la province du Gansu.
En 1765, la rébellion d'Ush éclate à Ush Turfan (Uqturpan). Elle est la conséquence directe de l'action des pouvoirs locaux. Les premières années qui suivent la conquête, les fonctionnaires locaux nommés par les Qing, dont 'Abd Allah, le Hakim Beg de Ush, utilisent leur position pour extorquer de l'argent à la population locale. À cette époque également, le surintendant des Qing, Sucheng, et son fils enlèvent des femmes musulmanes et les gardent en captivité pendant des mois, au cours desquels elles sont victimes de viols collectifs,,,. Ces abus de pouvoirs irritent tellement la population musulmane locale qu'il a été rapporté que « les musulmans de Ush ont longtemps voulu dormir sur leurs peaux (de Sucheng et de son fils) et manger leur chair ».
En conséquence, en 1765, lorsque Sucheng réquisitionne 240 hommes pour apporter des « cadeaux officiels » (l'équivalent d'un tribut versé au pouvoir central par les autorités locales) à Pékin, les esclaves porteurs et les habitants de la ville se révoltent. Abd Allah, Sucheng, les troupes de la garnison Qing de la ville et d'autres fonctionnaires Qing, sont massacrés et les rebelles s'emparent de la forteresse Qing. En réponse à la révolte, le pouvoir central envoie sur place une armée qui reprend la ville et assiège les rebelles dans le fort pendant plusieurs mois jusqu'à ce qu'ils se rendent. Les Qing exercent ensuite de cruelles représailles contre les rebelles en exécutant plus de 2 000 hommes et en exilant quelque 8 000 femmes,,,.
À partir des années 1790, les Āfāqī Khojas mènent une guerre sainte contre la dynastie Qing, qui se traduit dans les faits par de multiples incursions dans le Xinjiang de ces derniers, qui utilisent le Khanat de Kokand comme base arrière. Le gouvernement central Qing réagit en augmentant le nombre de troupes stationnées en permanence au Xinjiang, pour un total d'environ 50 000 soldats. Les unités déployées dans la région sont aussi bien mandchoues que chinoises, avec comme particularité que les troupes d'origine chinoise sont principalement composées de Hui recrutés dans les provinces du Shaanxi et du Gansu. Une grande partie de l'armée Qing au Xinjiang est stationnée dans les neuf forts de la région de l'Ili, mais il y a également des forts avec des garnisons Qing dans la plupart des autres villes du Xinjiang.
Le maintien de cette armée implique des coûts bien plus élevés que ce que les revenus fiscaux de la région permettent de payer, d’où le recours à des subventions du gouvernement central. Un tel soutien financier devient impossible durant les années 1850-60, à cause du coût de la répression de la révolte des Taiping et des autres rébellions ayant éclaté un peu partout en Chine. Les autorités Qing du Xinjiang réagissent en augmentant les taxes existantes, en en créant de nouvelles et en vendant les postes officiels au plus offrant. C'est ainsi que le poste de gouverneur de Yarkand est vendu à Rustam Beg de Khotan pour un montant de 2 000 sycee, et celui de Kucha est cédé à Sa'id Beg pour 1 500 sycee. Les nouveaux titulaires de ces postes récupèrent ensuite leur investissement en escroquant les populations locales.
L'augmentation de la charge fiscale et de la corruption ne font qu'accroître le mécontentement de la population du Xinjiang, qui souffre depuis longtemps de la mauvaise administration des fonctionnaires Qing et de leurs subordonnés, les begs locaux; ainsi que des conséquences des invasions destructrices des Āfāqī Khojas. Enfin, malgré la pression fiscale qui explose, les soldats Qing déployés au Xinjiang ne sont toujours pas payés à temps ou même correctement équipés.
Lorsque la révolte débute au Gansu et au Shaanxi en 1862, des rumeurs se répandent parmi les Hui du Xinjiang : les Qing prépareraient un massacre préventif à grande échelle du peuple Hui au Xinjiang. Ces rumeurs ont également des variantes où les futures victimes des massacres ne sont pas les Hui mais telle ou telle communauté musulmane en particulier. Les opinions quant à la véracité de ces rumeurs varient : si l'empereur Tongzhi les qualifie d'« absurdes » dans son édit du 25 septembre 1864, les historiens musulmans estiment généralement que des massacres étaient effectivement prévus, sinon par le gouvernement impérial, du moins par diverses autorités locales. Ainsi, même si, généralement, ce sont les Dounganes qui se soulèvent en premier dans la plupart des villes du Xinjiang, les différents peuples turcs de la région - Taranchis, Kirghizes et Kazakhs - rejoignent généralement rapidement la révolte.

### La multiplication des révoltes

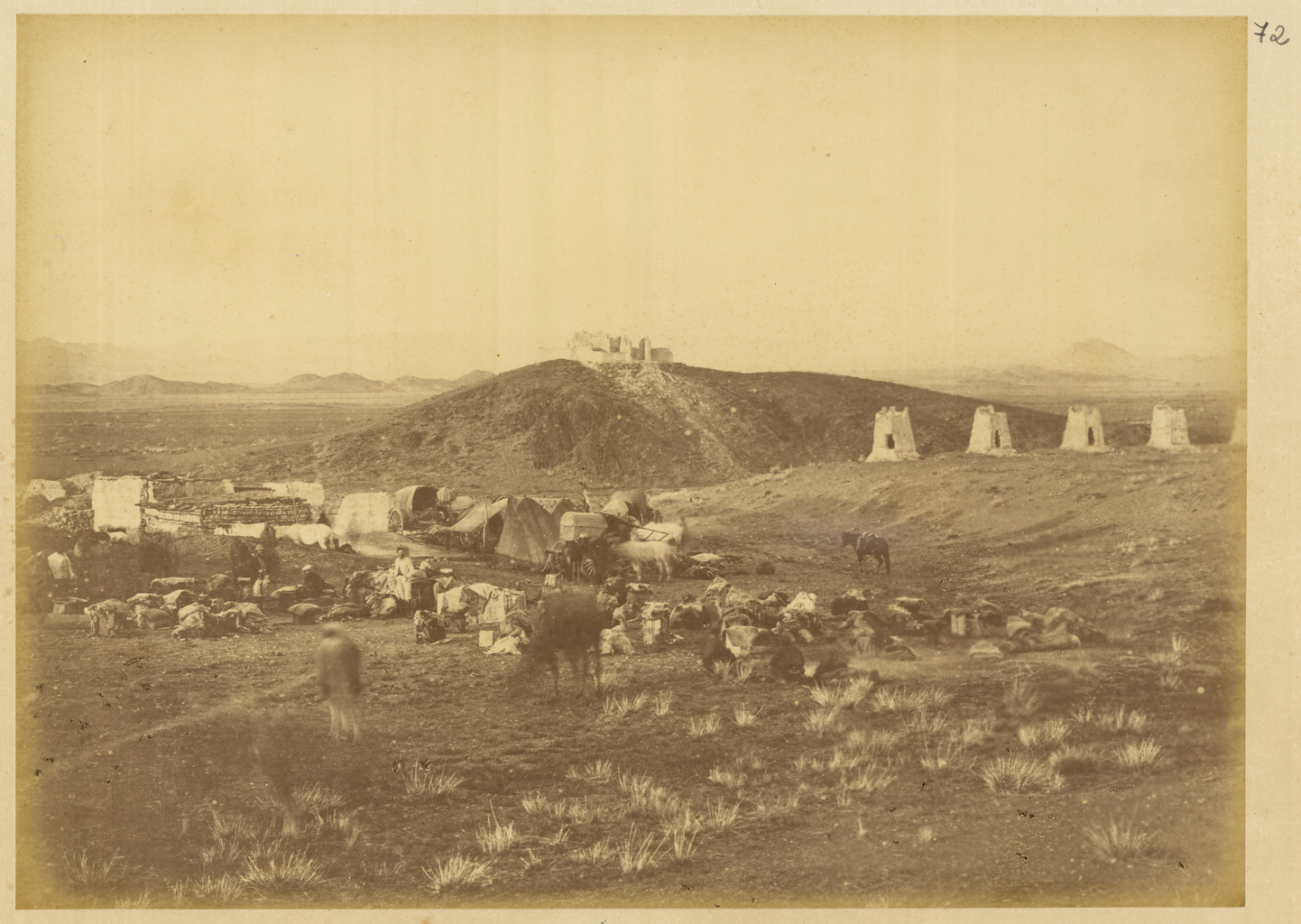
Ruines de la citadelle située près de Barkul en 1875. En 1865, des rebelles originaires de Kucha et dirigés par Ishaq Khwaja attaquent le fort.

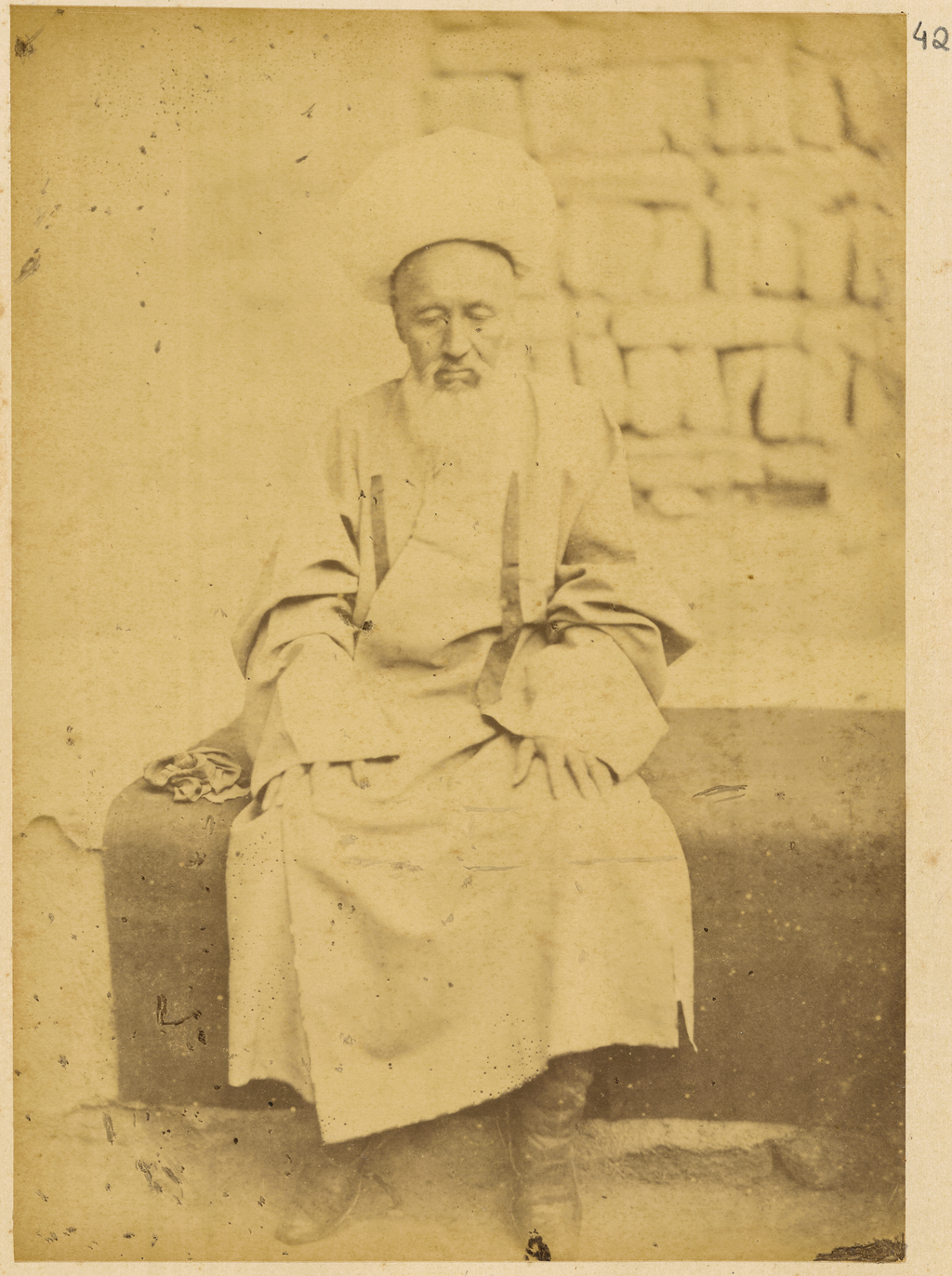
Le responsable d'une mosquée à Hami, 1875.

La première tentative de soulèvement au Xinjiang est de petite envergure, ce qui permet aux autorités locales de la réprimer facilement. Le 17 mars 1863, environ 200 Dounganes du village de Sandaohe, qui est situé à quelques kilomètres à l'ouest de Suiding, attaquent Tarchi (chinois : 塔勒奇城 ; pinyin : Tǎlēiqí Chéng), l'un des neuf forts du bassin de l'Ili. Cette attaque aurait été provoquée par des rumeurs de massacre préventif des Dounganes. Les rebelles s'emparent des armes de l'armurerie du fort et tuent les soldats de la garnison, mais ils sont rapidement vaincus par les troupes gouvernementales venues d'autres forts et sont finalement massacrés.
Une nouvelle révolte éclate l'année suivante, mais cette fois-ci de manière presque simultanément dans les trois circuits du Xinjiang. Cette fois-ci les proportions que prend le soulèvement font que sa répression dépasse les capacités des autorités locales.
Dans la nuit du 3 au 4 juin 1864, les Dounganes de Kucha, l'une des villes situées au sud de Tianshan, se soulèvent et sont rapidement rejoints par les populations turques locales. Le fort tenu par des soldats Han, qui, contrairement à de nombreux autres sites du Xinjiang, se trouve à l'intérieur de la ville plutôt qu'à l'extérieur, tombe en quelques jours. Les bâtiments gouvernementaux sont brûlés et environ 1000 Hans et 150 Mongols sont tués. Comme aucun des chefs dounganes ni des chefs turcs de la révolte n'a suffisamment d'autorité sur l'ensemble de la communauté pour être reconnu chef suprême des rebelles, ces derniers choisissent une personne qui n'a pas participé à la révolte, mais qui est connue pour son rôle spirituel : Rashidin (Rashīdīn) Khoja, un derviche qui est également le gardien de la tombe de son ancêtre de sainte renommée, Arshad-al-Din (? - 1364 ou 65). Au cours des trois années suivantes, il envoie des expéditions militaires à l'est et à l'ouest pour tenter de contrôler l'ensemble du bassin du Tarim, mais ses plans d'expansion sont contrecarrés par Yaqub Beg.
Trois semaines seulement après les événements de Kucha, une révolte éclate dans le circuit oriental. Les soldats Dounganes de la garnison d'Ürümqi se soulèvent le 26 juin 1864, peu après avoir appris la révolte de Kucha. Les deux chefs des Dounganes sont Tuo Ming (alias Tuo Delin), un ahong (chef religieux) du Nouvel Enseignement originaire du Gansu, et Suo Huanzhang, un officier qui a également des liens étroits avec les chefs religieux Hui. Des quartiers entiers de la ville sont détruits, les entrepôts de thé brûlés et la forteresse mandchoue assiégée. Les rebelles d'Ürümqi progressent ensuite vers l'ouest, à travers ce qui est aujourd'hui la préfecture autonome hui de Changji, en s'emparant des villes de Manas (connue alors sous le nom de Suilai) le 17 juillet et de Wusu (Qur Qarausu) le 29 septembre.
Si les Dounganes s'emparent de Manas le 17 juillet, ce n'est que le 16 septembre que le fort mandchou protégeant la ville tombe entre leurs mains. Le 3 octobre 1864, c'est au tour de la forteresse mandchoue d'Ürümqi de tomber entre les mains des forces conjointes des rebelles d'Ürümqi et de Kucha. Dans un schéma qui va se répéter dans d'autres forts de la région, le commandant mandchou, Pingžui, préfère faire exploser la poudrière du fort, se tuant ainsi que sa famille, plutôt que de se rendre.
Après avoir appris le projet des autorités Qing de les désarmer ou de les tuer, les soldats dounganes de Yarkand en Kasgharie se soulèvent aux premières heures du 26 juillet 1864. Leur première attaque contre le fort mandchou, situé à l'extérieur de la ville, échoue, mais elle coûte tout de même la vie à 2 000 soldats Qing et à leurs familles. Dans la matinée, les soldats Dounganes entrent dans la ville musulmane, où quelque 7 000 Hans sont soit convertis de force pour devenir musulmans soit massacrés. Les Dounganes étant en infériorité numérique par rapport aux musulmans turcs locaux, ils choisissent comme chef de la révolte une personne quelque peu neutre, un certain Ghulam Husayn, un religieux issu d'une famille noble de Kaboul. S'il est théoriquement le chef de la révolte, Ghulam n'est qu'un padichah fantoche.
Au début de l'automne 1864, les Dounganes du bassin de l'Ili, dans le circuit nord, se soulèvent également. Ils se révoltent car ils sont à la fois encouragés par le succès des rebelles Ürümqi à Wusu et Manas, et inquiets à la perspective de répressions préventives par les autorités mandchoues locales. Cangcing (chinois : 常清 ; pinyin : Cháng Qīng), le Général de l'Ili (en) alors en poste, est détesté par la population locale qui voit en lui un oppresseur corrompu. Il est limogé par le gouvernement Qing après la défaite de ses troupes face aux rebelles à Wusu. Il est remplacé par Mingsioi, qui tente de négocier avec les Dounganes, mais en vain. Le 10 novembre 1864, les Dounganes se soulèvent à la fois à Ningyuan (le « Taranchi Kuldja »), le centre commercial de la région, et à Huiyuan (le « Manchu Kuldja »), son quartier général militaire et administratif. Les Taranchis de Kulja se joignent à la révolte. Lorsque les Kazakhs et les Kirghizes musulmans locaux sentent que les rebelles ont pris le dessus sur les Mandchous, ils rejoignent la révolte. À l'inverse, les Kalmouks et les Xibes, deux peuples bouddhistes, restent pour la plupart fidèles au gouvernement Qing.
Ningyuan tombe immédiatement aux mains des rebelles Dounganes et Turki, mais une importante armée gouvernementale venant de Huiyuan fait reculer les insurgés après 12 jours de combats acharnés dans les rues de la ville. Les Chinois Han de la ville, voyant les Mandchous gagner, se joignent à eux. Cependant, une seconde contre-offensive des forces Qing échoue, les troupes impériales perdent leur artillerie et Mingsioi échappe de justesse à la capture. Avec la chute de Wusu et d'Aksu, la garnison Qing retranchée dans la forteresse de Huiyuan se retrouve complètement coupée du reste des terres contrôlé par l'empire. Mingsioi est alors obligé d'envoyer ses communications à Pékin via la Russie.
Le 12 décembre 1864, la garnison Qing de Huiyuan repousse avec succès une nouvelle attaque des rebelles. Mais dans le même temps, la révolte continue de s'étendre dans la Dzoungarie, la partie nord de la province, où les Kazakhs sont heureux de prendre leur revanche sur les Kalmouks qui ont gouverné la région dans le passé.

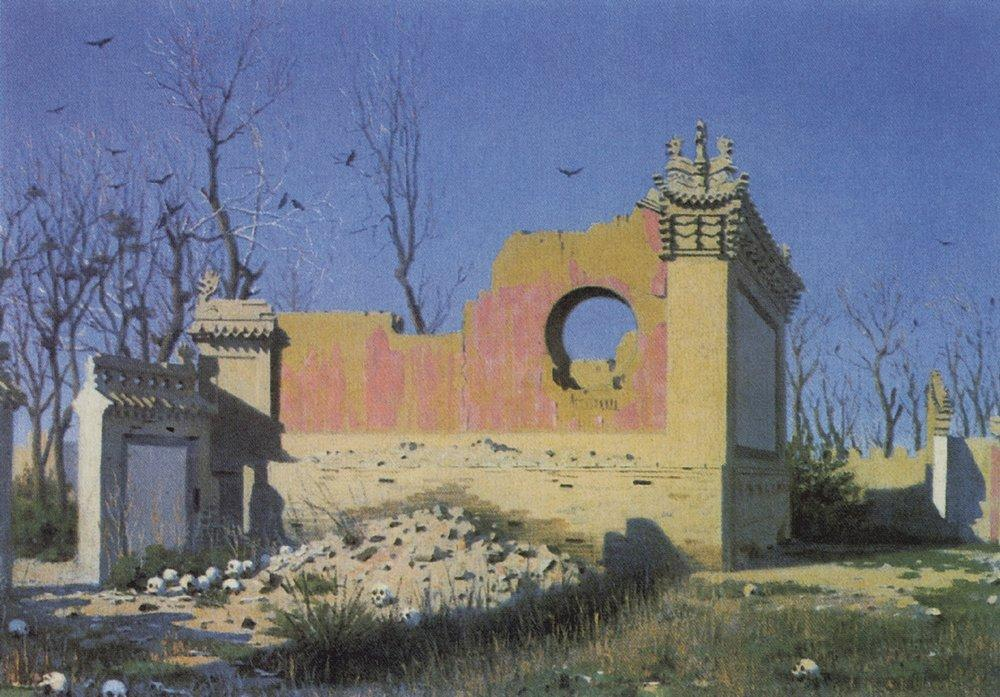
Ruines du théâtre de Chuguchak, tableau de Vassili Verechtchaguine (1869-70)

À l'occasion du Nouvel An chinois de 1865, les dirigeants Hui de Tacheng (Chuguchak) invitent les autorités Qing locales et les nobles kalmouks à se réunir dans la mosquée Hui, pour prêter un serment mutuel de paix. Cependant, une fois que les Mandchous et les Kalmouks sont dans la mosquée, les rebelles Hui s'emparent de l'armurerie de la ville et commencent à tuer les Mandchous. Après deux jours de combat, les musulmans prennent le contrôle de la ville, tandis que les Mandchous sont assiégés dans la forteresse. Néanmoins, avec l'aide des Kalmouks, les Mandchous reprennent le contrôle de la région de Tacheng durant l'automne 1865. Cette fois, ce sont les rebelles Hui qui se retrouvent enfermés dans la mosquée. Les combats entraînent la destruction de Tacheng et la fuite des habitants survivants.
Le gouvernement Qing à Pékin et les fonctionnaires assiégés dans Kulja demandent aux Russes de l'aide contre les rebelles; les premiers par l'intermédiaire d'Alexander Vlangali ((ru)), l'envoyé russe à Pékin, et les seconds par celui du général Gerasim Kolpakovsky ((ru)), le commandant russe en poste à Semirechye. Mais les Russes ne veulent pas s'engager diplomatiquement dans ce conflit. D'une part, comme Vlangali l'écrit dans un message envoyé à Saint-Pétersbourg, un « refus complet » serait mauvais pour les relations de la Russie avec Pékin ; d'autre part, les généraux russes en poste en Asie centrale estiment que fournir à la Chine une aide sérieuse contre les musulmans du Xinjiang n’améliorera en rien les problèmes que la Russie a avec ses propres nouveaux sujets musulmans. Si la révolte doit réussir et conduire à la création d'un État Hui permanent, le fait d'avoir été du côté des Qing durant le conflit n'offrira aucun avantage à la Russie dans ses relations avec ce nouveau voisin. En 1865, le gouvernement russe prend la décision d'éviter d'offrir toute aide sérieuse aux Qing, si ce n'est d'accepter de former des soldats chinois en Sibérie - s'ils en envoient - et de vendre à crédit quelques céréales aux défenseurs de Kuldja. La principale priorité du gouvernement russe reste de garder sa frontière avec la Chine et d'empêcher toute possibilité de propagation de la révolte sur le sol russe.
Considérant que la meilleure défense est l'attaque, Kolpakovsky suggère à ses supérieurs en février 1865 que la Russie devrait aller au-delà de la défense de sa frontière et entrer en force dans la zone frontalière du Xinjiang puis s'emparer des régions de Chuguchak, Kuldja et Kachgar. Celles-ci pourraient alors être colonisées par des colons russes; tout ceci afin de mieux protéger les autres domaines de l'empire des Romanov. Mais le moment n'est pas propice à une telle aventure : comme le note le ministre des Affaires étrangères Alexandre Gortchakov, une telle violation de la neutralité russe ne serait pas une bonne chose si la Chine finissait par récupérer ses provinces rebelles.
Pendant ce temps, les problèmes s'accumulent pour les soldats Qing encore présents dans la vallée de l'Ili. En avril 1865, la forteresse de Huining (惠宁), ce qui correspond actuellement à la ville de Bayandai (chinois : 巴彦岱镇), située entre Yining et Huiyuan, tombe aux mains des rebelles après un siège de trois mois. Ses 8 000 défenseurs mandchous, xibes et solons sont massacrés, et deux survivants, les oreilles et le nez coupés, sont envoyés à Huiyuan, le dernier bastion des Qing dans la vallée, pour annoncer au gouverneur général le sort de Huining.
La majeure partie de Huiyuan tombe aux mains des rebelles le 8 janvier 1866. La majorité des habitants et de la garnison périssent ainsi que quelque 700 rebelles. Mingsioi tient toujours la forteresse de Huiyuan avec le reste de ses troupes, mais qui est à court de nourriture. Il envoie une délégation aux rebelles, portant un cadeau de 40 sycees d'argent et quatre boîtes de thé vert, et offre de se rendre, à condition que les rebelles garantissent leur vie et leur permettent de garder leur allégeance au gouvernement Qing. Douze fonctionnaires mandchous et leurs familles quittent la citadelle avec la délégation. Les Huis et les Taranchis les accueillent et permettent aux réfugiés de Huiyuan de s'installer à Yining (« le vieux Kuldja »). Cependant, les rebelles n'acceptent pas les conditions de Mingsioi, exigeant au contraire qu'il se rende immédiatement et reconnaisse leur autorité. Comme Mingsioi rejette la proposition des rebelles, ceux-ci prennent immédiatement d'assaut la citadelle. Le 3 mars, tandis que les rebelles pénètrent dans la citadelle, Mingsioi réunit sa famille et son personnel dans son manoir et le fait sauter. Sa mort marque la fin temporaire de la présence chinoise dans la vallée de l'Ili

### Intervention de Yaqub Beg

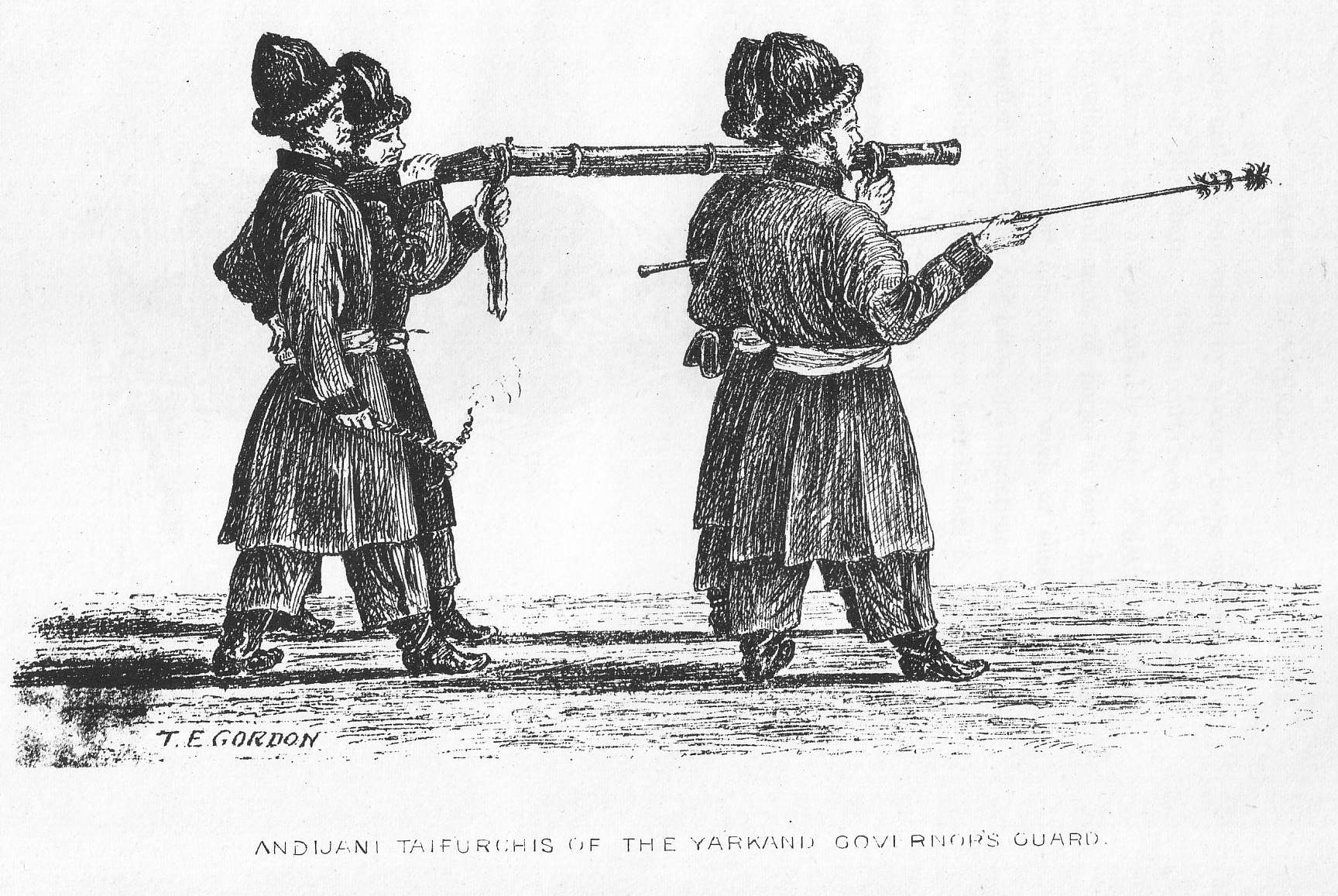
Les « Andijani » 'taifukchi' (artilleurs) de Yakub Beg - mal orthographié « taifurchi » sur la photo.

Bien que les Qing soient totalement chassé de l'Ili et que les Dounganes se soient emparé de la ville de Yengisar ni eux ni les Kirghizes de Siddiq Beg n'arrivent a pénétrer dans les forts mandchous situés à l'extérieur de Yengisar et Kashgar, ni dans la ville musulmane fortifiée de Kashgar elle-même, qui est tenue par Qutluq Beg, un musulman local nommé par les Qing.
Incapables de prendre le contrôle de la région par leurs propres moyens, les Dounganes et les Kirghizes demandent de l'aide au souverain du khanat de Kokand, Alim Quli. L'aide arrive au début de l'année 1865 sous une forme à la fois spirituelle et matérielle. L'aide spirituelle est représentée par Buzurg Khoja, également connu sous le nom de Buzurg Khan, un membre de l'influente famille des Afaqi Khojas, dont l'autorité religieuse est susceptible de d'enflammer l'esprit rebelle de la population. Fils de Jahangir Khoja et frère de Wali Khan Khoja, il est l'héritier d'une longue tradition familiale de rébellion en Kasgharie. Pour ce qui est de l'aide matérielle, elle est assurée par la présence de Yaqub Beg, un jeune commandant militaire kokandien déjà bien connu, qui est accompagné de quelques douzaines de soldats kokandiens, rapidement connus en Kasgharie sous le nom d'Andijanis. En plus d'assurer un soutien militaire aux rebelles, Yaqud doit également étendre l'influence kokandienne en Kasgharie.
Même si les Kirghizes de Siddiq Beg ont déjà pris la ville musulmane de Kashgar lorsque Buzurg Khoja et Yaqub Beg arrivent, la première tache de Yaqud est de permettre a Buzurg d'assoir sa popularité et son leadership spirituel en lui permettant de s'installer dans la résidence de l'ancien gouverneur (l'urda). Siddiq tente bien d'affirmer sa primauté et de s'imposer comme chef mais ses tentatives sont écrasées par les soldats de Yaqub Beg et de Buzurg. Les Kirghizes doivent alors accepter l'autorité de Yaqub.
Avec sa petite armée, relativement bien entraînée et disciplinée, composée de Dounganes locaux, de Turkis, de leurs alliés kirghizes, des propres Kokandiens de Yaqub, ainsi que de quelque 200 soldats envoyés par le souverain du Badakhshan, Yaqub Beg arrive non seulement à prendre la forteresse mandchoue et la ville chinoise de Kashgar en 1865, mais aussi vaincre une armée plus nombreuse que la sienne envoyée par Rashidin Khoja depuis Kucha, qui cherche également à dominer la région du bassin du Tarim.
Alors qu'Yaqub Beg affirme son autorité sur la Kasgharie, la situation à Kokand change radicalement. En mai 1865, Alim Quli perd la vie en défendant Tachkent contre les Russes. Nombre de ses soldats, principalement d'origine kirghize et kipchak, préférent fuir vers la sécurité relative de la Kasgharie. Ils arrivent aux frontières du domaine de Yaqub Beg au début du mois de septembre 1865, suivi de près par des guerriers afghans.
Au niveau intérieur, sa situation se dégrade, car, très vite, Yaqub Beg devient impopulaire au sein des populations locales, une situation résumée ainsi par un guerrier et fils d'un chef de tribu Kachgarien : « Pendant le règne des Chinois, il y avait tout, maintenant il n'y a plus rien ». Il y a également une chute des échanges commerciaux.
Les Ouïghours de l'Altishahr en viennent a considérer Yaqub Beg comme un étranger kokandi et ses associés kokandi se comportent de manière impitoyable envers ces derniers. Un poème anti Yaqub Beg écrit par les Ouïghours durant le règne de ce dernier dit ceci :
De Pékin, les Chinois sont venus, comme des étoiles dans le ciel.
Les Andijanis se levèrent et s'enfuirent, comme des cochons dans la forêt.
Ils sont venus en vain et sont partis en vain, les Andijanis !
Ils sont partis effrayés et langoureusement, les Andijanis !
Chaque jour, ils prenaient une vierge.
Ils sont partis à la chasse aux beautés.
Ils jouaient avec les garçons qui dansaient,
Ce que la Sainte Loi a interdit.

### Yaqub Beg déclare le Jihad contre les Dounganes
Si les musulmans turcs Taranchi du Xinjiang commencent par coopérer avec les Hui/Dounganes au début de la révolte, ils se retournent rapidement contre eux lorsque les Hui tentent de prendre le contrôle de la région. Les Taranchi massacrent les Dounganes à Ghulja et chassent les survivants vers la vallée de l'Ili. Finalement, les Hui du Xinjiang ne font confiance ni aux Qing, ni aux turkmènes.
Yaqub Beg prend part à cette lutte entre Hui et Turcs en déclarant un djihad contre les rebelles Dounganes sous les ordres de T'o Ming (Tuo Ming, aussi connu sous le nom de Daud Khalifa). Des combats éclatent alors entre les rebelles dounganes et les soldats de Kokand au Xinjiang. Pour renforcer encore plus ses troupes, Yaqub Beg réussi à enrôler la milice Han commandée par Xu Xuegong, et forte de 1 500 soldats, pour combattre les troupes Dounganes de T'o Ming. T'o Ming est vaincu lors de la bataille d'Ürümqi (en), ce qui permet a Yaqub Beg de faire un grand pas en avant dans ses projets de conquête de la Dzoungarie d'annexion de tout le territoire des dounganes. Après la bataille, des poèmes sont écrits pour commémorer les victoires des troupes de Yaqub Beg sur les Hans et les Dungans.
Après sa victoire sur T'o Ming, Yaqub Beg s'empare d'Aksou et en expulse les soldats Dounganes, qu'il traque jusqu'au nord du Tian Shan, commettant plusieurs massacres de Dounganes. Mais l'alliance avec les milices chinoises Han ne tient qu'un temps et dès 1871, elles se joignent aux Dounganes pour combattre les troupes turques de Yaqub.

### Relations étrangères de laKasghariede Yaqub Beg
Les empires russes et britanniques signent plusieurs traités avec l'émirat de Yaqub Beg, ce dernier cherchant à obtenir une aide militaire extérieure pour pérenniser son régime.

#### Relations avec la Russie
Les relations entre Yaqub Beg et l'Empire russe alternent entre combats et échanges diplomatiques pacifiques.
Les Russes détestent les Kashgariens à cause des contacts étroits existant entre leurs élites et les anciens Khans de Kokand, que les Russes ont détrôné après avoir annexé leur Khanat en 1876. Cette animosité ruine les plans de Yaqub Beg qui, lors de sa prise du pouvoir, pensant pouvoir obtenir une aide importante de la part des Russes.

#### Aide des Ottomans et des Britanniques
L'Empire ottoman et l'Empire britannique reconnaissent tous les deux l'État de Yaqub Beg et lui fournissent des milliers d'armes. Les diplomates britanniques Robert Barkley Shaw et Thomas Douglas Forsyth, qui se rendent à Kashgar respectivement en 1868 et 1870, éveillent l'intérêt des Britanniques pour le régime de Ya'qub et ceux-ci concluent un traité commercial avec l'émir en 1874.

### Reconquête du Xinjiang par les Qing
Les Qing décident de reconquérir le Xinjiang à la fin des années 1870 et nomment Zuo Zongtang, qui a déjà maté les Hui révolté du Shaanxi et du Gansu, commandant en chef des troupes Qing participant à cette expédition militaire. Il a sous ses ordres les généraux Liu Jintang, un Han, et Jin Shun, un mandchou. Lorsque Zuo Zongtang entre dans le Xinjiang pour écraser les troupes de Yaqub Beg, il est rejoint par les généraux Dounganes Ma Anliang et Dong Fuxiang. Les troupes Qing entrent dans Ürümqi sans rencontrer d'opposition, les hommes de Yaqub préférant soit rejoindre les rangs des Qing, soit s'enfuir. L'oasis tombe facilement aux mains des Qing, tandis que la puissance militaire de Yaqub Beg commence à s'effondrer. 
La retraite massive de l'armée rebelle réduit de plus en plus le territoire que contrôle Yaqub Beg; qui perd plus de 20 000 hommes, soit par désertion, soit par reddition aux mains de l'ennemi. En mai 1877, Yakub Beg meurt près de Korla, peut-être assassiné, après avoir été vaincu à plusieurs reprises par les troupes Qing. En octobre 1877, Jin Shun reprend sa marche en avant et ne rencontre aucune opposition sérieuse. Le général Zuo se présente devant les murs d'Aksou, la ville qui protège la frontiére Est de la Kasgharie. Le commandant de la garnison de la ville abandonne son poste au premier assaut. L'armée Qing avance ensuite sur Uqturpan, qui se rend également sans coup férir. Au début du mois de décembre, toutes les troupes Qing lancent leur dernière attaque contre la capitale des rebelles. Les troupes rebelles sont vaincues et les survivants commencent à se replier sur Yarkand, d'où ils s'enfuient vers le territoire russe. Avec la chute de Kachgar, la reconquête du Xinjiang par les Qing est achevée. Comme aucune autre rébellion n'éclate, les autorités Qing commencent leur tâche de reprise en main et de réorganisation de la région, tâche qui inclut la création de la province du Xinjiang en 1884.
Dans ses écrits, rédigés plusieurs années après les faits, Yang Zengxin confirme l'utilisation de troupes musulmanes au sein de l'armée chinoise lors de cette expédition militaire et juge qu'il s'agit de troupes fiables :

« La troisième raison est qu'à l'époque où les Turcs musulmans s'étaient rebellés dans les premières années du règne de Guangxu, les « cinq divisions d'élite » furent menées au col où se trouvaient les troupes dounganes (Hui dui 回队) par le gouverneur Liu Jintang. Les commandants militaires Dounganes comme Cui Wei ou Hua Dacai, furent alors encerclés. Certains généraux se comportèrent cependant en grand mérite. Quand Cen Shuying était chargé des affaires militaires du Yunnan, les troupes et les généraux musulmans qu'il utilisait étaient composés de nombreux rebelles, et c'est grâce à eux que la rébellion musulmane du Yunnan fut pacifiée. Il existe des exemples qui démontrent que les troupes musulmanes peuvent être utilisées efficacement même quand des soulèvements musulmans sont en cours. De plus, depuis l'établissement de la République, les Dounganes n'ont pas montré le moindre signe de trahison qui pourrait suggérer qu'ils sont peu fiables. »

## Conséquences
Ce fut une des guerres les plus sanglantes de l'histoire de Chine, puisque le nombre total de morts est estimé entre un et huit millions. Le nombre de morts est rendu plus difficile à cerner par la forte émigration qui eut lieu alors vers l'Asie centrale russe.
Par exemple, avant cette guerre, la population de la province du Shaanxi était d'environ 13 millions d'habitants, parmi lesquels on comptait au moins 1,7 million de Dounganes, c'est-à-dire de Hui. Après la guerre, la population était tombée à 7 millions. La plupart des Douganes a immigré vers le Kirghizistan, où ils se trouvent toujours en grand nombre aujourd'hui.

### Châtiment du clan Beg
Les cadavres de Yaqub Beg et de son fils Ishana sont « réduits en cendres » à la vue de tous. Cela provoque la colère de la population de Kachgar, Hakim Khan tente de se révolter, mais il est maté par les troupes Qing.
Les membres survivants de la famille de Yaqub Beg sont ses quatre fils, ses quatre petits-enfants (deux petits-fils et deux petites-filles) et ses quatre épouses. Ils meurent en prison à Lanzhou, Gansu, ou sont tués par le gouvernement Qing. Ses fils Yima Kuli, K'ati Kuli, Maiti Kuli et son petit-fils Aisan Ahung sont les seuls survivants en 1879. Ils étaient tous mineurs au moment de la révolte de leur père/grand-père, mais sont tout de même jugés : soit ils doivent être condamnés à une mort atroce s'il s'avère qu'ils ont été complices de la révolte de leur père; soit ils doivent être condamnés à la castration et à la servitude comme esclaves eunuques des Qing s'ils sont innocents. Ensuite, a l'âge de 11 ans, ils doivent être remis à la Maison impériale pour être exécutés ou castrés,,.
En 1879, conformément a la sentence du tribunal, le fils et les petits-fils de Yaqub Beg sont castrés par la cour chinoise et deviennent des eunuques travaillant dans le palais impérial.

### Monuments commémoratifs
Un temple commémoratif est construit par Liu Jintang le 25 janvier 1891. Jintang est l'un des généraux ayant participé à la contre-insurrection contre la révolte des Dounganes et était à l'époque gouverneur du Gansu. Le temple est construit dans la capitale du Gansu et il est dédié à la mémoire des victimes de la révolte des Dounganes dans la région de Kachgar et en Dzoungarie. Les victimes sont au nombre de 24 838 et comprennent des fonctionnaires, des paysans et des membres de toutes les classes sociales et de tous les groupes ethniques. Ce temple est nommé Chun Yi Ci. Un autre temple avait déjà été construit avant celui-ci, en l'honneur des soldats de l'armée Xiang qui ont combattu pendant la révolte.

### Fuite des Dounganes dans l'Empire russe
L'échec de la révolte provoque la fuite de certains Hui vers la Russie impériale. Selon Rimsky-Korsakoff (1992), trois groupes distincts de Hui s'enfuient vers l'Empire russe en traversant les monts Tian Shan pendant l'hiver exceptionnellement rigoureux de 1877/1878 :
- Le premier groupe d'environ 1 000 personnes originaires de Tourfan dans le Xinjiang, est dirigé par Ma Daren (马大人), également connu sous le nom de Ma Da-lao-ye (马大老爷). Il atteint la ville d'Osh dans le sud du Kirghizistan.
- Le deuxième groupe, composé de 1 130 personnes originaires de Didaozhou (狄道州) dans le Gansu est dirigé par l'ahong A Yelaoren (阿爷老人). Il s'installe au printemps 1878 dans le village de Yardyk à une quinzaine de kilomètres de la ville de Karakol dans l'est du Kirghizistan.
- Le troisième groupe, originaire du Shaanxi est dirigé par Bai Yanhu (白彦虎), qui est également orthographié Bo Yanhu, l'un des chefs de la révolte. Il, s'installe, dans le village de Karakunuz, qui porte aujourd'hui le nom de Masanchi, dans l'actuelle province de Zhambyl au Kazakhstan. Masanchi est situé sur la rive nord et kazakhe de la rivière Chu, à 8 kilomètres au nord de la ville de Tokmok, dans le nord-ouest du Kirghizistan. Ce groupe compte 3 314 personnes à son arrivée.

Une autre vague d'immigration a lieu au début des années 1880. En effet, conformément aux termes du traité de Saint-Pétersbourg signé en février 1881, qui exige le retrait des troupes russes stationnées dans le bassin supérieur de l'Ili, soit la région de la vile de Kulja, les Hui et les Taranchi (Ouïgours) de la région sont autorisés à passer du côté russe de la frontière s'ils le désirent. La plupart des personnes concernées choisissent cette option et, selon les statistiques russes, 4 682 Hui émigrent vers l'Empire russe en vertu de cette clause du traité. Cela correspond à de nombreux petits groupes franchissant la frontière entre 1881 et 1883, et qui s'installent dans le village de Sokuluk, situé à quelque 30 kilomètres à l'ouest de Bichkek, ainsi qu'en plusieurs points entre la frontière chinoise et Sokuluk, dans le sud-est du Kazakhstan et le nord du Kirghizistan.
Les descendants de ces rebelles et réfugiés vivent toujours au Kirghizistan et dans les régions voisines de Russie, du Kazakhstan, du Tadjikistan et d'Ouzbékistan. Ils s'appellent toujours le peuple Hui (Huizu), mais pour les étrangers, ils sont connus sous le nom de Dounganes, ce qui signifie « Gansu oriental » en chinois.
Après la rupture sino-soviétique, les auteurs de la propagande soviétique, comme Rais Abdulkhakovich Tuzmukhamedov, qualifient la révolte des Dounganes de 1862-1877 de « mouvement de libération nationale », ce à des fins politiques.

### Augmentation de la puissance militaire des Hui
La révolte accroit le pouvoir des généraux et des militaires Hui au sein de l'Empire Qing. De nombreux généraux Hui ayant participé à la campagne sont promus par l'empereur, notamment Ma Anliang et Dong Fuxiang. Cela conduit les armées Hui à se battre à nouveau pour les Qing contre des révoltés Hui lors de la seconde révolte des Dounganes (1895) et contre les armées occidentales chrétiennes lors de la révolte des boxers. Les Hui du Gansu et les Boxers attaquent et tuent des chrétiens chinois pour se venger des attaques étrangères contre les Chinois, et sont les plus féroces attaquants lors du siège des légations du 20 juin au 14 août 1900.
Les rebelles Dounganes étaient connus pour éviter d'attaquer les chrétiens et les gens se réfugiant dans les églises chrétiennes. Certains auteurs attribuent donc l'augmentation massive de la population catholique et protestante le long de la rive ouest du fleuve Jaune au Gansu et au Shanxi aux personnes qui ont trouvé refuge dans les églises.
Ma Fuxiang, Ma Qi et Ma Bufang sont des descendants des militaires Hui de cette époque, et ils deviennent des généraux importants et de haut rang dans l'armée nationale révolutionnaire de la république de Chine.

### Litige frontalier avec la Russie
Après avoir écrasé les rebelles, le général Zuo Zongtang exige que la Russie rende à la Chine la ville de Kuldja dans le Xinjiang, que les Russes ont occupé durant la révolte. Zuo n'hésite pas à appeler à la guerre contre la Russie et espère régler l'affaire en attaquant les forces russes présente au Xinjiang. En 1878, les tensions dans la région augmentent et Zuo masse des troupes Qing a proximité de Kuldja, toujours occupée par les Russes. Les forces chinoises tirent également sur les forces expéditionnaires russes venant de Yart Vernaic et réussissent à les forcer à battre en retraite.
Les Russes sont alors dans une très mauvaise position diplomatique et militaire vis-à-vis de la Chine et craignent qu'un conflit ouvert entre les deux pays ne finisse par éclater, ce qui les oblige à entamer des négociations diplomatiques.
Wanyan Chonghou est envoyé en Russie pour négocier un traité, mais bien que la Chine soit en meilleure position, le traité de Livadia qui en résulte est très défavorable à la Chine : il accorde à la Russie une partie d'Ili, des droits extraterritoriaux, des consulats, le contrôle du commerce et une indemnité. Il s'ensuit un tollé massif de la part des lettrés chinois, qui demandent au gouvernement de mobiliser des troupes contre la Russie. Le gouvernement agi en donnant des postes importants à des officiers de l'armée de Zuo Zongtang. Charles Gordon devient conseiller auprès des Chinois.
La Russie refuse de renégocier le traité à moins d'avoir l'assurance que la vie de Chonghou sera épargnée. Ne voulant pas accepter le traité de Livadia et n'étant pas intéressé par une reprise des combats, le gouvernement Chinois n'a d'autre choix que d'obtempérer. Zeng Jize devient le nouveau négociateur et, malgré l'indignation causée par les termes originaux, le traité de Saint-Pétersbourg qui en résulte ne diffère que légèrement : La Chine conserve le contrôle de la quasi-totalité d'Ili, mais le montant de l'indemnité est plus élevé.

### Explorateurs occidentaux
Ney Elias a voyagé dans les régions touchées par la révolte,.

### Les Hui et la révolution chinoise de 1911
Lorsque la révolution Xinhai de 1911 éclate, la communauté musulmane Hui est divisée sur la question du soutien à lui apporter. C'est ainsi que les Hui du Shaanxi soutiennent les révolutionnaires, tandis que ceux du Gansu sont pro-Qing. Les Hui de Xi'an (Shaanxi) rejoignent les révolutionnaires chinois Han en massacrant la totalité des 20 000 Mandchous de la ville,,. Seuls quelques riches Mandchous qui ont été rançonnés et des femmes mandchoues ont survécu. Tandis que les riches Chinois s'emparent des jeunes filles mandchoues pour en faire leurs esclaves, les soldats chinois pauvres capturent des jeunes femmes mandchoues pour en faire leurs épouses. De jeunes et jolies jeunes filles mandchoues ont également été saisies par les musulmans Hui de Xi'an pendant le massacre et élevées en tant que musulmanes. Les Hui du Gansu, eux, dirigés par le général Ma Anliang, se rangent du côté des Qing et se préparent à attaquer les révolutionnaires anti-Qing de Xi'an.

## Pour approfondir

### Ouvrages généraux
- Kim Hodong (en), "Holy War in China: The Muslim Revolt and State in Chinese Central Asia, 1864–1877". Stanford University Press (March 2004).  (ISBN 0-8047-4884-5). (Searchable text available on Amazon.com)
- Bruce Elleman, "Modern Chinese Warfare (Warfare and History)". 2001,  (ISBN 0-415-21474-2). (p. 65-, the section on "The Tungan Rebellion, 1862–73").

### Situation avant le conflit et guerre au Shaanxi et Gansu
- Jonathan N. Lipman, "Familiar Strangers: A History of Muslims in Northwest China (Studies on Ethnic Groups in China)", University of Washington Press (February 1998),  (ISBN 0-295-97644-6). (Searchable text available on Amazon.com)

### Guerre au Xinjiang et implication de l'Empire russe
- Demetrius Charles de Kavanagh Boulger, The Life of Yakoob Beg: Athalik Ghazi, and Badaulet; Ameer of Kashgar, London, W. H. Allen & Co., 1878 (lire en ligne)
- "Imperial Rivals: China, Russia, and Their Disputed Frontier", by Sarah C. M. Paine (1996)  (ISBN 1-56324-723-2)
- "The Ili Crisis: A Study of Sino-Russian Diplomacy, 1871-1881", by Immanuel Chung-yueh Hsü (1966)
- V.A. Moiseev, "Muslim revolt in Xinjiang and Russia's policy (1864–1871)", in "Россия и Китай в Центральной Азии (вторая половина XIX в. – 1917 гг.)" (Russia and China in Central Asia (second half of the 19 c. thru 1917). Barnaoul, Azbuka Publishers, 2003.  (ISBN 5-93957-025-9)

### Émigration des Dounganes
- Svetlana Rimsky-Korsakoff Dyer. Karakunuz: An Early Settlement of the Chinese Muslims in Russia, with an English translation of V. Tsibuzgin and A.Shmakov's work. "Asian Folklore Studies", Vol. 51 (1992), p. 243–279.
- The "Shaanxi Village" in Kazakhstan (Chinabroadcast.cn)